# 올림픽
올림픽(영어: Olympic Games, 프랑스어: Jeux olympiques)은 전 세계 각 대륙 각국에서 모인 수천 명의 선수가 참가해 여름과 겨울에 스포츠 경기를 하는 국제적인 대회이다. 전 세계에서 가장 큰 지구촌 최대의 스포츠 축제인 올림픽은 세계에서 가장 인지도있는 국제 행사이다. 올림픽은 2년마다 하계 올림픽과 동계 올림픽이 번갈아 열리며, 국제 올림픽 위원회(IOC)가 감독하고 있다. 또한 오늘날의 올림픽은 기원전 8세기부터 서기 5세기에 이르기까지 고대 그리스 올림피아에서 열렸던 올림피아 제전에서 비롯되었다. 그리고 19세기 말에 피에르 드 쿠베르탱 남작이 고대 올림피아 제전에서 영감을 얻어, 근대 올림픽을 부활시켰다. 이를 위해 쿠베르탱 남작은 1894년에 IOC를 창설했으며, 2년 뒤인 1896년에 그리스 아테네에서 제 1회 올림픽이 열렸다. 이때부터 IOC는 올림픽 운동의 감독 기구가 되었으며, 조직과 활동은 올림픽 헌장을 따른다. 오늘날 전 세계 대부분의 국가에서 올림픽 메달은 매우 큰 영예이며, 특히 올림픽 금메달리스트는 국가 영웅급의 대우를 받으며 스포츠 스타가 된다. 국가별로 올림픽 메달리스트들에게 지급하는 포상금도 크다. 대부분의 인기있는 종목들이나 일상에서 쉽게 접하고 즐길 수 있는 생활스포츠 종목들이 올림픽이라는 한 대회에서 동시에 열리고, 전 세계 대부분의 국가 출신의 선수들이 참여하는 만큼 전 세계 스포츠 팬들이 가장 많이 시청하는 이벤트이다. 2008 베이징 올림픽의 모든 종목 누적 시청자 수만 47억 명에 달하며, 이는 인류 역사상 가장 많은 수의 인구가 시청한 이벤트였다.
또한 20세기에 올림픽 운동이 발전함에 따라, IOC는 변화하는 세계의 사회 환경에 적응해야 했다. 이러한 변화의 예로는 얼음과 눈을 이용한 경기 종목을 다루는 동계 올림픽, 장애인이 참여하는 패럴림픽, 스페셜 올림픽, 데플림픽, 10대 선수들이 참여하는 유스 올림픽 등을 들 수 있다. 그 뿐만 아니라 IOC는 20세기의 변화하는 경제, 정치, 기술 환경에도 적응해야 했다. 그리하여 올림픽은 피에르 드 쿠베르탱이 기대했던 순수한 아마추어 정신에서 벗어나서, 프로 선수도 참가할 수 있게 되었다. 올림픽은 점차 대중 매체의 중요성이 커짐에 따라 올림픽의 상업화와 기업 후원을 놓고도 논란이 생겨났다. 또한 올림픽을 치르며 발생한 보이콧, 도핑, 심판 매수, 테러와 같은 수많은 일들은 올림픽이 더욱 굳건히 성장할 수 있는 원동력이 되었다.
올림픽은 국제경기연맹(IF), 국가 올림픽 위원회(NOC), 각 올림픽의 위원회(예-벤쿠버동계올림픽조직위원회)로 구성된다. 의사 결정 기구인 IOC는 올림픽 개최 도시를 선정하며, 각 올림픽 대회마다 열리는 올림픽 종목도 IOC에서 결정한다. 올림픽 경기 개최 도시는 경기 축하 의식이 올림픽 헌장에 부합하도록 조직하고 기금을 마련해야 한다. 올림픽 축하 행사로는 여러 의식과 상징을 들 수 있는데 올림픽기나 성화가 그 예이다.
올림픽은 거의 모든 국가가 참여할 정도로 규모가 커졌다. 하계 올림픽은 33개의 종목과 약 400개의 세부종목에서 13,000명이 넘는 선수들이 겨루고 그중 각 종목별 1, 2, 3위는 각각 금/은/동을 수여받는다. 전 세계 언론에서 각각 4년마다 열리는 올림픽 경기를 중계하기 때문에 이름 없는 선수가 개인적, 국가적, 세계적으로 명성을 얻을 수 있는 기회가 된다. 이와 더불어 올림픽 경기는 개최지와 개최국에게도 전 세계에 그 이름을 널리 알리는 좋은 기회가 된다.

## 고대 올림픽

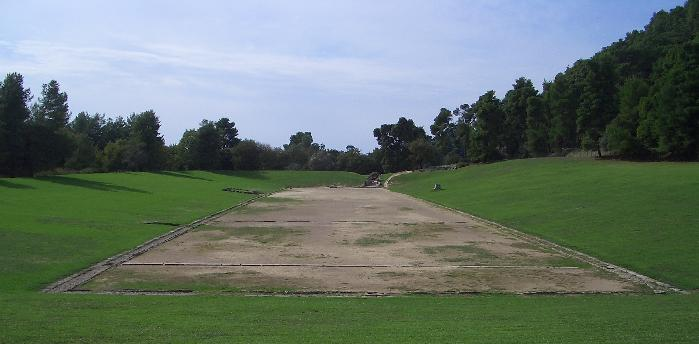
그리스, 올림피아에 위치한 경기장

고대의 올림픽 경기(올림피아 경기)는 고대 그리스의 여러 도시 국가의 대표선수들이 모여 벌인 일련의 시합이었으며, 육상 경기가 주 종목이지만 격투기와 전차 경기도 열렸다. 그리고 패배하면 죽기도 하였다. 고대 올림픽의 유래는 수수께끼로 남아있다. 잘 알려진 신화로는 헤라클레스와 그의 아버지인 제우스가 올림픽의 창시자였다는 것이다. 전설에 따르면 이 경기를 최초로 '올림픽'이라고 부르고, 4년마다 대회를 개최하는 관례를 만든 사람이 헤라클레스라고 한다. 어떤 전설에서는 헤라클레스가 이른바 헤라클레스의 12업을 달성한 뒤에 제우스를 기리고자 올림픽 경기장을 지었다고 한다. 경기장이 완성되자 헤라클레스는 일직선으로 200 걸음을 걸었으며, 이 거리를 "스타디온"이라 불렀는데, 후에 이것이 길이 단위인 '스타디온'(그리스어: στάδιον → 라틴어: 영어: stadium)이 되었다. 또 다른 설로는 '올림픽 휴전'(그리스어: ἐκεχειρία 에케케이리아[*])이라는 고대 그리스의 관념이 최초의 올림피아 경기와 관련이 있다고 한다. '올림픽 휴전'이란 어느 도시 국가라도 올림피아 경기 기간 중에 다른 나라를 침범하면 그에 대한 응징을 받을 수 있다는 뜻으로, "올림픽 기간에는 전쟁하지 말 것"으로 요약할 수 있다.
고대 올림피아 경기가 처음 열린 시점은 보통 기원전 776년으로 인정되고 있는데, 이 연대는 그리스 올림피아에서 발견된 비문에 근거를 둔 것이다. 이 비문의 내용은 달리기 경주 승자 목록이며 기원전 776년부터 4년 이후 올림피아 경기 마다의 기록이 남겨져 있다. 고대 올림픽의 종목으로는 육상, 5종 경기(원반던지기, 창던지기, 달리기, 레슬링, 멀리뛰기), 복싱, 레슬링, 승마 경기가 있었다. 전설에 따르면 엘리스의 코로이보스가 최초로 올림피아 경기에서 우승한 사람이라고 한다.
고대 올림피아 경기는 근본적으로 종교적인 중요성을 띄고 있었는데, 스포츠 경기를 할 때는 제우스(올림피아의 제우스 신전에는 페이디아스가 만든 제우스 상이 있음)와 펠롭스를 기리기 위하여 제물 봉헌 의식을 치렀다. 펠롭스는 올림피아의 전설상의 임금이었던 피사티스의 오이노마오스 왕과 전차 경주를 겨룬 영웅으로 유명한 인물이다. 올림피아 경기의 승자는 시와 조각상으로 칭송받았다. 올림피아 경기는 4년마다 열렸으며, 이 기간을 '올림피아드'(Olympiad)라고 했는데, 그리스인들은 이를 시간 단위로 이용하였다. 올림피아 경기는 고대 그리스에서 정기적으로 열렸던 범그리스 대회의 순환 대회 가운데 하나였다.
올림피아 경기는 기원전 6세기~기원전 5세기에 절정에 이르렀으나, 그 후 로마가 패권을 잡은 뒤 그리스에 영향력을 행사하면서 서서히 쇠퇴하게 된다. 고대 올림픽이 공식적으로 끝난 해는 확실히 알 수 없으나, 대부분 테오도시우스 1세 황제가 모든 이단 숭배 및 예배를 금지했던 393년을 고대 올림픽의 마지막이라고 추정한다. 다른 설에 따르면 테오도시우스의 후계자인 테오도시우스 2세가 모든 그리스 신전을 파괴하라고 명령한 426년이라고도 한다. 이렇게 올림픽이 사라진 이후로 이보다 한참 뒤인 19세기에 이르러서야 비로소 다시 올림픽 경기가 열리게 된다.

## 근대 올림픽

### 올림픽의 부활과 선구자

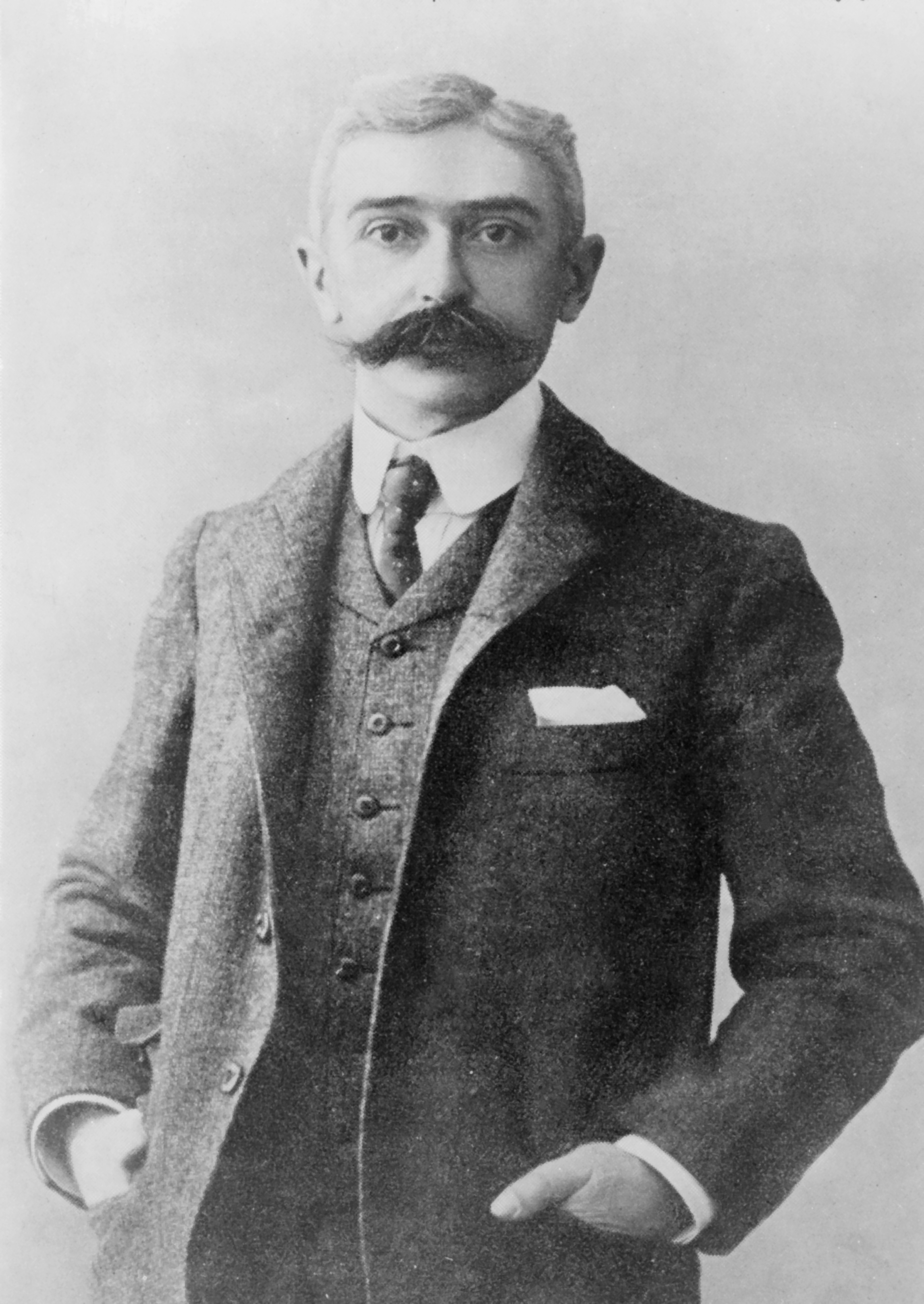
피에르 드 쿠베르탱 남작, 국제 올림픽 위원회(IOC)의 공동 창립자이자 제2대 회장

고대 올림피아 경기를 제대로 구현한 최초의 시도는 혁명 시대의 프랑스에서 1796년부터 1798년까지 3년동안 실시했던 프랑스 국내 올림픽인 '공화국 올림픽'(L'Olympiade de la République)이었다. 이 대회의 종목 중에는 고대 그리스 올림피아 경기 때 행한 일부 종목도 있었다. 특히 1798년 공화국 올림픽 대회는 미터법을 최초로 스포츠에 도입시킨 대회이기도 하다. 이후 52년뒤인 1850년에는 잉글랜드 슈롭셔주의 웬록에서 올림픽급의 대회가 열리기 시작하였다. 이 대회는 1859년에 아테네에서 열렸을 때 웬록 올림픽으로 명칭이 변경되었으며 지금도 열리고 있다. 브룩스 박사는 1859년에 아테네에서 열린 올림픽 경기의 내용을 이후 경기에 채택하였다. 1866년 런던의 수정궁에서는 윌리엄 페니 브룩스가 영국의 국가 올림픽 대회를 만들었다.
1821년 그리스에서는 오스만 제국의 지배에 반기를 들고 독립 전쟁이 일어나면서, 이때부터 올림픽 부활에 대한 관심이 생겨났다. 시인이자 신문 편집자였던 파나요티스 수초스(Παναγιώτης Σούτσος)는 1833년에 출간한 자신의 시 '망자(亡者)의 대화'에서 최초로 올림픽 부활에 대한 제안을 내놓았다. 그리스의 부유한 박애주의자였던 에방겔리스 자파스(Ευαγγέλης Ζάππας)는 1859년에 아테네 시 광장에서 열린 "올림픽 경기(일명 자파스 올림픽)"를 후원하였다. 이 경기에는 그리스와 오스만 제국 출신의 선수들이 참가하였다. 에방겔리스 자파스는 이후에도 올림픽 경기를 개최할 수 있도록 고대의 경기장이었던 파나티네코 경기장을 복원하는 데도 돈을 썼다. 파나티네코 경기장에서 1870년과 1875년에 자파스 올림픽을 개최했으며, 현대 올림픽인 2004년 하계 올림픽 때는 양궁 경기장으로도 쓰였다.
역사학자였던 쿠베르탱은 프로이센-프랑스 전쟁(1870–1871)에서 프랑스의 패배 원인을 분석하면서 군사들이 체계적인 체력 훈련을 받지 않았기 때문에 전쟁에서 패배했다고 말한 인물이다. 1890년 웬록 올림픽에 참석한 쿠베르탱은 그 이후부터 올림픽을 대규모로 부활시킬 수 있으리라 생각했다. 쿠베르탱은 웬록 올림픽과 자파스 올림픽을 토대로 하여 올림픽 경기를 국제적으로 시행하기 위해 나라별로 올림픽을 번갈아가며 개최하는 방식을 생각해냈다. 그는 이 방안을 새로 설립된 국제 올림픽 위원회(IOC)의 첫 올림픽 의회 기간 중에 언급했다. 총회는 파리의 소르본 대학교에서 1894년 6월 16일부터 6월 23일까지 7일간 지속되었으며, 총회 마지막날, 2년 후인 1896년에 아테네에서 국제적 규모의 올림픽 대회를 열기로 결정되었다. IOC는 올림픽을 조직하는 데에 모든 책임을 졌으며, 초대 위원장으로는 그리스의 작가였던 디미트리오스 비켈라스(Δημήτριος Βικέλας)가 선출되었다.

### 하계 올림픽

#### 최초의 하계 올림픽

그리스 아테네의 파나티네코 경기장에서 열린 1896년 하계 올림픽의 개막식.

1859년 자파스 올림픽에 참가한 선수의 수는 250명을 넘지 못했다. 에방겔리스 자파스는 "지난 자파스 올림픽을 포함, 1896년에 개최될 2번째 올림픽을 위해 파나티네코 경기장을 보수해야 한다."라는 충고를 하지만, 그리스 정부는 그의 말을 듣지 않았고 결국 1896년 아테네 올림픽 준비를 위해 파나티네코 경기장은 두 번이나 정비해야 했다. 1회 대회 정식종목으로는 9종목이 있었는데 육상, 사이클, 펜싱, 체조, 사격, 수영, 테니스, 역도, 레슬링이 있었으며, 조정도 정식종목이었으나 매우 나쁜 날씨로 인해 조정 경기는 취소되었다. 펜싱 경기는 역사적 건물인 자피온(에반젤리스 자파스의 이름을 딴 것이다)에서 열렸다. 그리스의 관리들과 국민들은 올림픽 경기 개최에 열광적이었다. 많은 선수들이 이에 동감하면서 앞으로도 올림픽 대회를 아테네에서 영구히 개최해야 한다고 요구하기까지 하였다. 그러나 국제올림픽위원회(IOC)는 근대 올림픽은 순환 개최로 열리는 세계적인 행사가 되어야 한다고 생각했다. 결국 2회 올림픽은 프랑스 파리에서 열기로 결정되었다.

#### 변화와 발전
1896년 올림픽 대회의 성공을 이어서 개최된 두 번째 올림픽인 1900년 올림픽에서는 올림픽의 존폐여부를 위협받는 지경에 이르게 되었다. 1900년에 파리와 1904년에 세인트루이스에서 열린 올림픽은 하필이면 엑스포와 시간과 장소가 겹치는 바람에 빛을 바래게 된다. 1904년 대회를 예로 들면 650명의 선수단이 참가했지만 그중 580명은 미국국적을 가진 사람이었다. 1900년과 1904년의 두 올림픽 대회는 역대 올림픽중에 최저점을 기록한다. 올림픽은 1906년 올림픽이 아테네에서 개최되었을 때 다시 일어서게 된다. 또 다른 성공적인 올림픽은 그리스 올림픽 협회가 조직했으며 세 차례나 올림픽을 치른 경기장에서 개최되었다. 이 경기는 비공식 올림픽이긴 했지만 세계적으로 상당한 참가자들을 불러 모았으며 대중들에게 큰 재미를 갖다주었다. 이 때를 시작으로 올림픽의 인기와 번영이 시작되었다.

### 동계 올림픽

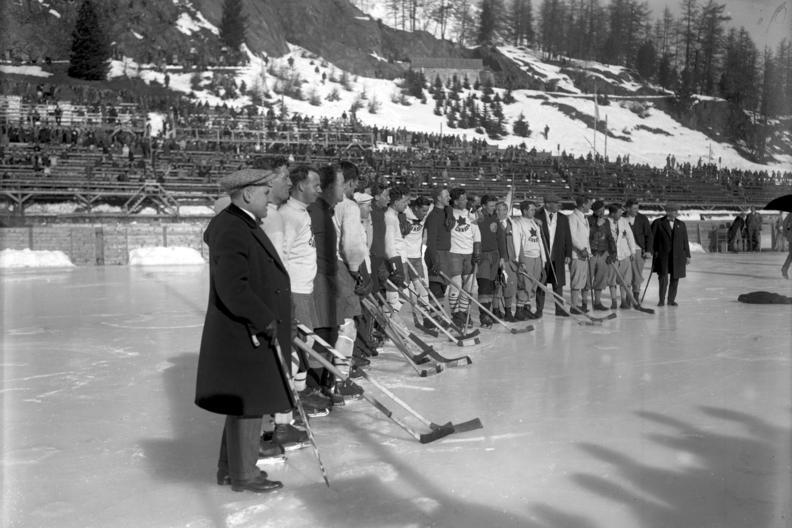
생모리츠에서 열린 1928년 동계 올림픽의 아이스하키 경기장면

동계 올림픽은 눈과 얼음을 이용하는 스포츠들을 모아 이루어졌으며 하계 올림픽 때 실행하기 불가능한 종목들로 구성되어 있다. 피겨스케이팅, 아이스하키는 각각 1908년과 1920년에 하계올림픽 종목으로 들어가 있었다. IOC는 다른 동계 스포츠로 구성된 새로운 대회를 만들고 싶어 했고, 로잔에서 열린 1921년 올림픽 의회에서 겨울판 올림픽을 열기로 합의했다. 1회 동계올림픽은 1924년, 프랑스의 샤모니에서 11일간 진행되었고, 16개 종목의 경기가 치러졌다. IOC는 동계 올림픽이 4년 주기로 하계 올림픽과 같은 년도에 열리도록 했다. 이 전통은 프랑스의 알베르빌에서 열린 1992년 올림픽 때까지 지속되었으나, 노르웨이의 릴레함메르에서 열린 1994년 올림픽부터 동계 올림픽은 하계 올림픽이 끝난지 2년후에 개최하였다.

### 패럴림픽

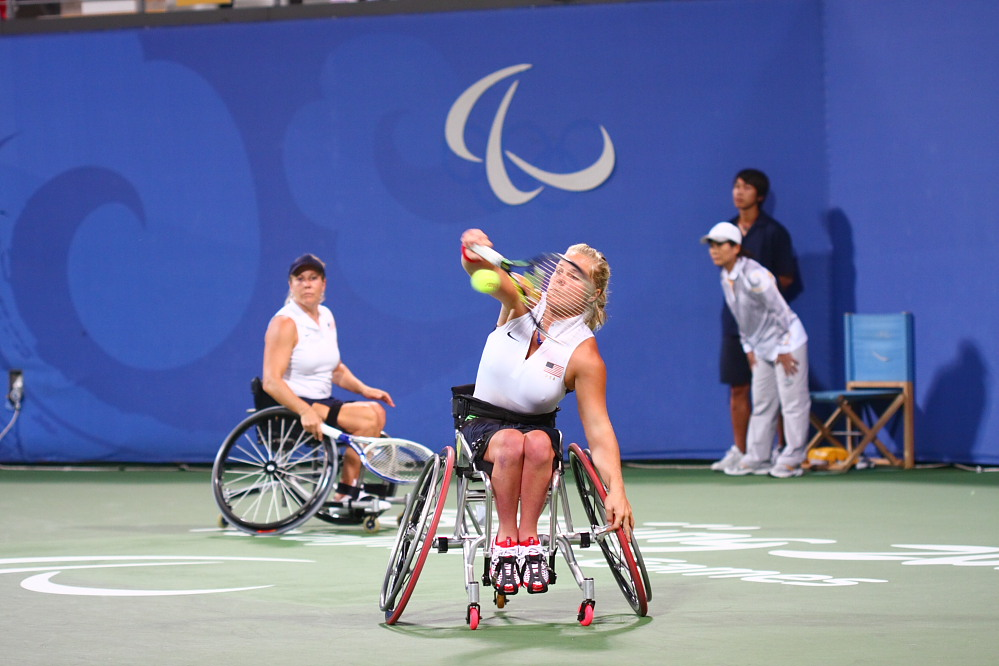
베이징에서 열린 2008년 하계 패럴림픽의 휠체어테니스 복식 경기장면

패럴림픽(Paralympic)은 신체·감각 장애가 있는운동 선수가 참가하는 국제 스포츠 대회로, 장애인 올림픽으로 불린다. 1948년에 루드비히 구트만 경(Sir Ludwig Guttman)은 제2차 세계대전에 참전한 군인들의 사회 복귀를 위한 일환으로 1948년 런던 올림픽과 동시에 몇몇 병원들을 연합해서 여러 경기를 펼쳤다. 구트만의 세계 휠체어, 신체부자유자대회(World Wheelchair and Amputee Games)로 알려진 이 대회는 매년 열리는 스포츠대회가 되었다. 12년이 넘도록 구트만과 다른 사람들은 스포츠를 상처를 치료하는 방법 중 하나로써 계속 대회 개최에 노력을 기울였다. 로마에서 열린 1960년 하계 올림픽때 구트만은 400명의 선수들을 "Parallel Olympics"에 참가시켰으며 이것이 곧 1회 패럴림픽으로 알려지게 되었다. 그 때부터 패럴림픽은 하계 올림픽이 열린 년도에 열리게 되었다. 서울에서 열린 1988년 하계 올림픽부터는 하계 올림픽을 개최한 도시는 패럴림픽도 같이 개최하기로 한다.

### 청소년 올림픽
2010년에 첫대회가 개최되며 14~18세가 참가하는 대회이다. 청소년 올림픽은 IOC위원장인 자크 로게가 2001년에 고안한 것으로써 2007년 제119차 IOC총회때 승인되었다. 제1회 하계 청소년 올림픽은 2010년 싱가포르에서 개최되었으며 제1회 동계 청소년 올림픽은 2년후인 2012년 오스트리아의 인스브루크에서 열렸다. 이 올림픽은 성인 올림픽보다 짧은 기간 내에 진행되며 하계 올림픽은 12일, 동계 올림픽은 9일간 열린다. IOC는 하계 유스 올림픽에 3,500명의 선수단과 875명의 임직원, 동계 유스 올림픽에는 970명의 선수단과 580명의 임직원이 참여한다고 말했다. 경기종목은 성인 올림픽과 동일하나 세부종목에 있어서는 제외되는 종목이 있다.

### 오늘날의 올림픽
1896년 대회때는 14개국에서 241명의 선수단이 참가했지만 2008년 하계 올림픽때는 204개국에서 10,500명의 선수가 참가하는 등 세계적인 대회로 변모했다. 동계 올림픽의 규모는 하계 올림픽 규모보다 작다. 예를 들면 2006 토리노 동계 대회때는 80개국에서 2,508명의 선수가 참가했으며 82개 세부종목이 있었고,2008 베이징 하계 대회때는 204개국, 11,508명의 선수, 302개의 세부종목이 있었다. 올림픽이 진행되는 동안 선수와 임직원들은 올림픽 선수촌에서 지낸다. 올림픽 선수촌에는 선수들을 위한 개인실이 있으며 카페테리아, 헬스 클리닉, 종교적인 시설 등 최상의 편의를 위한 시설들이 있다.
올림픽에 참가하는 나라는 UN에 등록된 국가의 수 193개보다 많다. 다른 국제조직이 개최하는 대회들은 정치적 주권국으로 참가를 제한하는 반면, IOC는 그에 상관없이 올림픽에 모든 공동체들이 참가할 수 있도록 한다. 이는 연합체나 공동체에서 국가올림픽위원회(NOC)를 만드는 것을 허용한다는 의미이다. 예를 들면 푸에르토리코, 버뮤다, 홍콩과 같은 곳도 올림픽에서 다른 나라와 스포츠 경쟁을 합법적으로 할 수 있다.

## 국제 올림픽 위원회

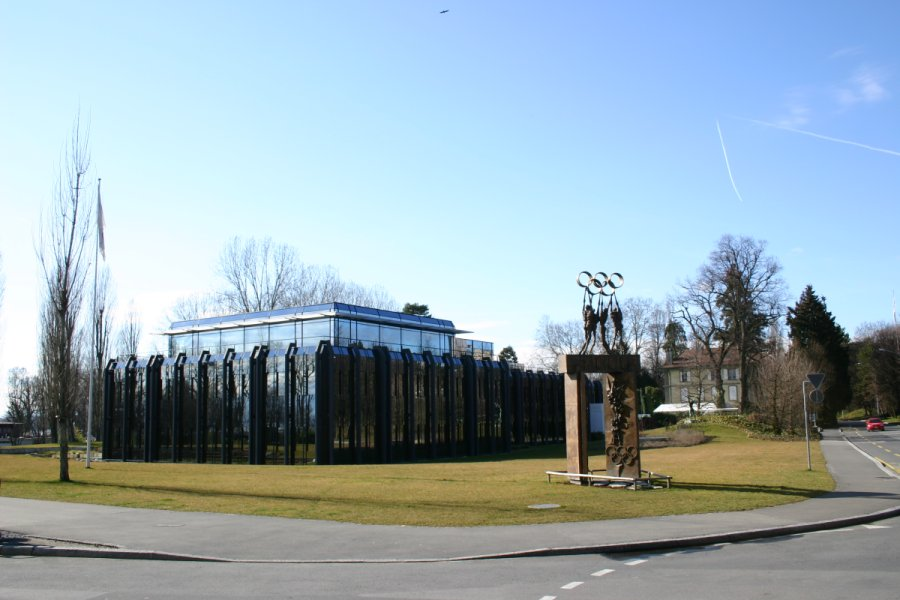
스위스 로잔에 위치한 IOC 본부

올림픽 활동이란 많은 수의 국가, 국제 경기 연맹과 협회 • 미디어 파트너를 맺기 • 선수, 직원, 심판, 모든 사람과 기관이 올림픽 헌장을 지키는 것을 말한다.국제올림픽위원회(IOC)는 모든 올림픽 활동을 통솔하는 단체로서, 올림픽 개최 도시 선정, 계획 감독, 종목 변경, 스폰서 및 방송권 계약 체결 등의 권리가 있다.
올림픽 활동은 크게 세 가지로 구성된다.
- 국제경기연맹(IF)은 국제적인 규모의 경기를 관리, 감독하는 기구이다. 예를 들어서 국제 축구 연맹(FIFA)는 축구를 주관하며, 국제 배구 연맹(FIVB)은 배구를 주관하는 기구이다. 올림픽에는 현재 35개의 국제경기연맹이 있고 각 종목을 대표한다. (이 중에는 올림픽 종목은 아니지만 IOC의 승인을 받은 연맹도 있다.)[47]
- 국가 올림픽 위원회(NOC)는 각국의 올림픽 활동을 감독하는 기구이다. 예를 들어서 대한 올림픽 위원회(KOC)는 대한민국의 국가 올림픽 위원회이다. 현재 IOC에 소속된 국가 올림픽 위원회는 205개이다.[40]
- 올림픽 조직 위원회(OCOG)는 임시적인 조직으로 올림픽의 총체적인 것(개막식, 페막식 등)을 책임지기 위해 구성된 조직이다. 올림픽 조직 위원회는 올림픽이 끝나면 해산되며 최종보고서를 IOC에 제출한다.

올림픽의 공식언어는 프랑스어와 영어와 개최국의 공용어이다. 모든 선언(예를 들어서 개막식 때 각국 소개를 할 때)들은 세 언어가 모두 나오거나 영어나 프랑스어 중에서 한 언어로만 말하기도 한다. 개최국의 공용어가 영어나 프랑스어가 아닐 때는 당연히 그 나라의 공용어도 함께 나온다.

### 비판
국제 올림픽 위원회(이하 IOC로 지칭)는 몇몇 위원들이 한 행위에 대해서 비판을 받고 있다. 그 예로 IOC 위원장이었던 에이버리 브런디지와 후안 안토니오 사마란치가 대표적인 사람이다. 브런디지는 20년 넘게 IOC 위원장직을 맡았고 임기 중에 올림픽을 정치적으로 휘말려들지 않게 하기 위해 보호했다. 그러나 그는 남아프리카 공화국 대표단에게 아파르트헤이트와 관련된 이슈를 건드리고 반유대정책을 함으로써 비난을 받았다. 사마란치 위원장 시기 때는 족벌 정치와 부패로 비난받았다. 사마란치가 스페인에서 프랑코 정권에 협력했다는 것도 비판의 이유가 되었다.
1998년에 몇몇 IOC위원들이 2002년 솔트레이크 시티 동계 올림픽 유치 과정에서 미국에게 미국을 올림픽 개최지로 뽑아달라는 뇌물청탁을 받았다는 것이 폭로되었다. 이에 IOC는 사퇴한 IOC위원 4명과 강제 퇴출된 6명에 대한 조사를 했다. 이 스캔들은 이후에 개최지 선정에서 이와 같은 불미스러운 일이 일어나지 않게 하기 위해서 IOC가 개혁에 착수하도록 하는 긍정적인 역할을 하기도 했다.
BBC 다큐멘터리인 '파노라마'에서는 '매수된 올림픽'이란 주제로 2004년 8월에 방송을 내보내기도 했다. 이때 이 프로그램에서는 2012년 하계 올림픽의 개최지 선정과 관련된 뇌물에 대해서 조사했다. 이 다큐멘터리에서는 특정 후보 도시가 IOC 위원들에게 뇌물수수하는 것이 가능했다고 주장했으며, 특히 파리 시장이었던 베르트랑 들라노에(Bertrand Delanoë)는 영국의 총리인 토니 블레어와 런던올림픽유치위원회가 입후보 규정을 위반했다고 비난했다. 그는 당시 프랑스 대통령이었던 자크 시라크를 목격자로 내세웠지만 시라크 대통령은 이 분쟁에 휘말려드는 것을 주의했으며 인터뷰를 삼갔다. 결국 베르트랑 들라노에의 주장에 대한 조사는 체계적으로 이루어지지는 않았다. 2006년 동계 올림픽을 유치했던 토리노도 이 논쟁에서 빠져나갈 수 없었다. 이번에는 스위스 국적의 IOC위원 마크 호들러(Marc Hodler)가 이 논쟁의 중심이 되었는데, 이 위원은 스위스 시온의 경쟁 도시였던 토리노가 IOC위원들에게 뇌물수수를 했다고 말했고, 이 발언으로 광범위한 조사가 이루어졌다. 이 언행이 많은 IOC위원들이 시온에 대해 언짢게 생각하게 되고 토리노가 개최지로 선정되도록 도와주는 역할을 했을 가능성도 제기되고 있다.

## 상업화
처음에 IOC는 스폰서에게서 자금제공을 받는 것을 거부했었다. 이런 방침은 에이버리 브런디지가 IOC 위원장이었던 1972년까지 유지되어 왔었다. 이 당시 IOC는 텔레비전 같은 미디어들이 갖는 잠재성과 큰 수익을 가져오는 광고시장에 대해 조사했었다. 그 후 1980년대 후안 안토니오 사마란치 위원장 시절부터 올림픽은 올림픽 관련 상품과 올림픽 브랜드를 연계시키려는 국제적인 스폰서를 맞아들임으로써 변화가 시작되었다.

### 예산
1950년대까지 IOC는 적은 예산으로 운영되어 왔다. 에이버리 브런디지가 위원장으로 있던 1952년부터 1972년까지, 에이버리 브런디지는 그 어떤 상업적인 관심도 올림픽과 연계를 꾀하는 것을 거부했다. 협력 스폰서의 관심이 IOC의 결정에 지나치게 간섭할 우려가 있다고 생각했기 때문이다. 브런디지가 이러한 수익창출을 거부했다는 것은 IOC가 스폰서 계약이나 올림픽 상징의 사용에 대한 협상을 포기했다는 뜻이다. 브런디지가 IOC에 200만 달러를 남기고 은퇴한 후 8년 뒤에 IOC의 잔고는 4500만 달러로 늘어났다. 그 이유는 IOC가 처음으로 텔레비전 중계권을 판매하고 스폰서와 계약함으로써 올림픽의 팽창을 노리는 이데올로기(관념)의 변화가 있었기 때문이다. 1980년에 IOC위원장으로 후안 안토니오 사마란치가 당선되었을 때, 그의 소원이 IOC의 재정적 독립이었을 정도로 상업성에 대한 시각도 많이 달라졌다.
1984년 하계 올림픽은 올림픽 역사에 있어서 획기적인 순간이었다. 피터 워버로스(Peter Ueberroth)의 지휘하에 있던 LA 하계 올림픽 조직위원회는 그 당시 2억 2500만 달러라는 전례가 없던 이익을 얻었다. 왜냐하면 조직위원회는 독점스폰서에 대한 권리를 판매하였고 그로 인해 이익을 창출할 수 있었기 때문이다. IOC는 이러한 재정적 후원 권리를 통제하기 위한 방법을 강구했다. 1년 뒤인 1985년 사마란치 IOC 위원장은 올림픽 브랜드를 만들어내기 위한 '올림픽 프로그램(The Olympic Program, TOP)'을 설립했다. TOP의 회원들은 '독점'적이고, '비싼 비용'을 IOC에 지불해야만 한다. 4년마다 TOP 회원들은 5000만 달러를 내야 한다. 그 대가로 TOP의 회원은 생산하는 물품에 올림픽 상징인 오륜기를 국제적, 독점적으로 사용하고 출판물이나 광고에도 이용할 수 있는 혜택을 누리게 된다.

### 텔레비전의 영향
베를린에서 열렸던 1936년 하계 올림픽은 전 세계가 아닌 독일 내에서만의 방송이지만 텔레비전으로 방송한 첫 번째 올림픽이었다. 1956년 동계 올림픽은 올림픽을 전 세계적으로 중계 방송한 첫 번째 올림픽이었으며, 1960년 동계 올림픽에서는 중계권을 어느 특정한 방송사에 판매한첫 번째 올림픽이다. 그 후 수십 년간 올림픽은 냉전중인 국가들의 이데올로기 선전의 장이 되었다. 강대국들은 정치 주권을 위해 IOC(국제 올림픽 위원회)를 조종했으며, IOC는 중계권 판매를 통해 이익을 높이고자 하였다. 중계권의 판매는 올림픽을 전 세계적으로 알리는 데 큰 기여를 했으며, 그로 인해 텔레비전의 광고 시간을 사는 광고주들에게 경쟁을 유발하여 IOC는 더욱더 많은 이익을 얻게 되었다. 이는 IOC에게 있는 중계권을 비롯한 수많은 권리들에 지불해야 할 금액들이 앞으로도 지속적으로 늘어나게 됨을 의미한다. 예를 들면 1998년 동계 올림픽 중계권을 사는 데 CBS는 3억 7500만 달러를 지불했지만 2000~2012년 올림픽의 중계권을 따내는 데 NBC는 35억 달러나 지불해야 했다.
올림픽 시청자들 또한 1960년대부터 기하급수적으로 증가했다. 1968년 하계 올림픽을 텔레비전으로 시청한 사람들은 6억 명으로 추측되었고, 1984년 하계 올림픽을 시청한 사람들은 9억 명으로 늘어났으며, 1992년 하계 올림픽은 약 35억 명이 시청한 것으로 추측되고 있다. 하지만 NBC의 조사에 의하면 시드니에서 열린 2000년 하계 올림픽은 1968년부터 개최된 올림픽 중에서 가장 적은 수의 사람들이 시청한 것으로 조사되었다. 시청자 수 감소의 원인으로 크게 두 가지가 지목되는데, 그중 하나는 케이블 채널 간의 경쟁이 심화된 것이고, 다른 하나는 실시간으로 경기 영상과 결과를 보여주는 인터넷의 대중화이다. 이러한 원인 분석에도 불구하고 텔레비전 방송국들은 아직도 지연방송에 의존하고 있다. 시청률 감소를 다르게 표현하자면 텔레비전 방송국에서는 광고 시간을 예전보다 싼 가격에 제공할 수밖에 없다는 것을 의미하기도 한다. 텔레비전 방송국들은 국제 올림픽 위원회에게 많은 방송 비용과 인터넷의 발달로 인한 케이블의 치열한 경쟁을 이유로 엄청난 중계권 가격을 조금 낮춰달라고 요구하고 있다. 결국 IOC는 올림픽 프로그램 진행 시간을 상당 부분 변경하게 된다. 예를 들면 하계 올림픽 때 체조종목은 밤 7시에서 9시까지 하는 것으로 바뀌었으며, 갈라쇼는 흥미를 높이는 데에 초점을 맞추게 되었다. 또한 IOC는 수영과 다이빙 종목의 시간은 늘렸는데, 이 종목은 텔레비전 시청자들 중 가장 인기가 있는 종목 중 하나이기 때문이다. 이는 미국 방송국들의 로비가 올림픽 종목들의 일정 시간까지도 미국의 텔레비전 황금시간대에 맞춰서 변경될 수 있음을 의미하는 것이었다. 이 변화는 장점과 단점이 혼재되어 있고, 그 예로 유럽에서 열렸던 2006년 동계 올림픽의 시청률은 미국 솔트레이크 시티에서 열렸던 2002년 동계 올림픽과 비교해보면 확연히 낮았으며 또한 베이징에서 열렸던 2008년 하계 올림픽의 시청자는 급격히 늘어났다.

### 비판
올림픽 브랜드의 판매는 항상 논란이 되어왔다. 비판 중 하나는 올림픽이 지나치게 상업성과 연계되어 이제 올림픽이 기존의 상업적인 스포츠쇼와 다를 게 없다는 것이다. 1996년과 2000년 하계 올림픽 기간 사이에는 올림픽 관련 상품 시장의 포화 상태가 일어나면서 IOC에게 또 다른 비판이 일었다. 개최도시가 올림픽 관련 물건들을 파려는 상인과 회사들로 넘쳐났던 것이다. IOC는 이에 대해 앞으로 다가올 올림픽에서는 과다 경쟁을 방지하고 이런 불미스라운 상황이 일어나지 않도록 대처하겠다고 응답했다. 또 다른 비판으로는, 개최국이나 개최도시는 올림픽에 모든 비용을 들이는데 IOC는 손도 까딱 않고 올림픽 상징으로부터 얻는 모든 권리와 수입을 독차지하고 있다는 점이다. IOC는 올림픽 상징으로 인한 수입 뿐 아니라 스폰서와 중계권에서 들어오는 수입의 일정 지분도 가져간다. 개최도시 입장에서는 그들의 투자가 흑자가 될지 확신하지도 못하는 상황에서 올림픽 개최도시로서의 권리를 위해 노력을 해야 한다.

### 상징

올림픽기

올림픽에서는 올림픽 헌장에 구체적으로 나타난 이상이나 철학을 표현하는 상징을 사용한다. 오륜기로 잘 알려져 있는 올림픽기는 5개의 둥근 고리가 얽혀있으며 각 원마다 5대륙을 상징한다.(남아메리카와 북아메리카는 아메리카로 합쳐 있다.) 파랑, 노랑, 검정, 초록, 빨간 고리에 흰색 바탕은 올림픽 기를 나타낸다. 이 색들이 선택된 이유는 모든 국기에서 적어도 이 5개의 색 중 하나를 가지고 있기 때문이다. 올림픽 기가 채택된 것은 1914년이지만 1920년 하계 올림픽 때부터 사용되기 시작했다. 이 때부터 올림픽 기는 올림픽을 기념하기 위해 올림픽이 열리는 기간 동안 게양한다.
올림픽 표어는 라틴어로 Citius, Altius, Fortius이며 "더 빨리, 더 높게, 더 힘차게"라는 뜻이다. 쿠베르탱의 이상은 올림픽 선서에 더 잘 나타나 있다.
| “ | 인생에서 가장 중요한 것은 승리가 아니라 이를 위해 분투하는 것이고, 올림픽에서 가장 중요한 것 역시 승리가 아니라 참가 자체에 의의가 있다. 우리에게 있어 본질은 정복하는 것이 아니라 잘 싸우는 것이다. | ” |
|   | — 올림픽 선서 중에서, |   |

매 올림픽이 시작되기 몇 개월전에 고대 그리스에서 제사를 지냈던 그리스의 올림피아에서 올림픽 성화가 채화된다. 여자 배우가 마치 여자 사제인 것처럼 연기해서 태양광선을 포물면 거울(오목 거울의 하나)의 안쪽에 집중시켜서 점화한다. 그 후에 여자는 첫 번째 성화 봉송 주자에게 성화를 넘기고 개최도시의 개막식이 열리는 올림픽 경기장까지 여러 사람의 손을 거쳐서 올림픽 성화는 전달된다. 올림픽 상징으로서의 올림픽 성화는 1928년 하계 올림픽 때 이미 있었지만, 성화 봉송은 1936년 하계 올림픽때 독일 정부의 나치즘 선전의 일환으로 처음 시행된 것이 그 유래이다.
개최도시의 문화적 상징물을 동물이나 사람의 형상으로 나타내는 올림픽 마스코트는 1968년에 처음 소개되었다. 이후 1980년 하계 올림픽 때 러시아 아기곰인 미샤가 국제적인 스타의 자리에 오르며, 올림픽의 상징에 있어 마스코트가 한층 더 중요한 역할을 하게 되었다. 가장 최근의 하계 올림픽 마스코트는 2012 런던 올림픽의 마스코트인 웬록으로, 웬록은 영국 중서부 슈롭셔의 작은 마을 이름이며 이곳은 근대 올림픽 창시자인 쿠베르탱이 올림픽을 창안했던 곳이다. 또한 가장 최근의 동계 올림픽 마스코트로는 2010년 동계 올림픽의 마스코트인 미가, 콰치, 수미가 있다.

### 행사
올림픽에서 이루어지는 주요 행사로는 개막식, 폐막식, 시상식 등이 있다.

#### 개막식

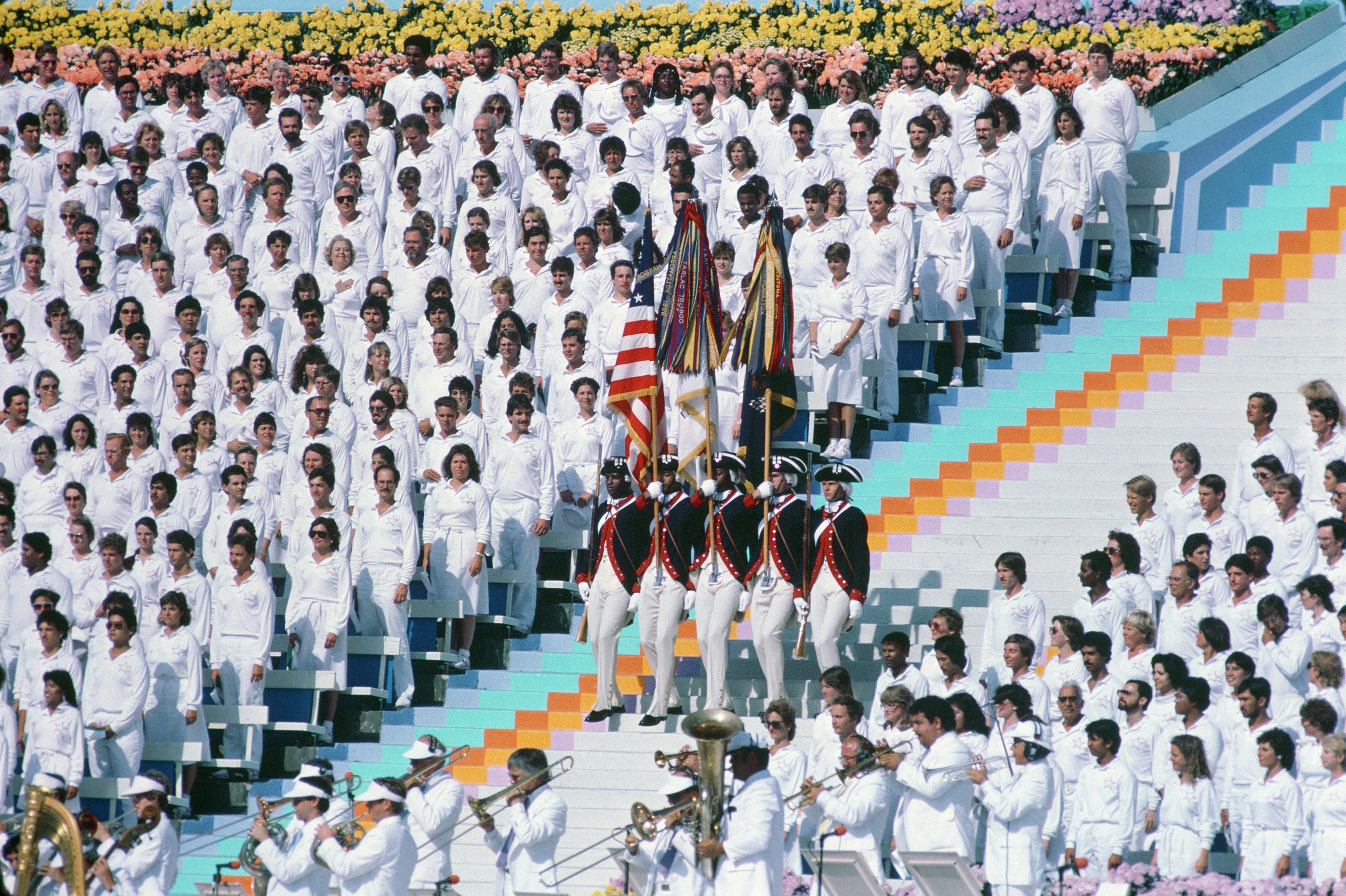
L.A에서 열린 1984년 하계 올림픽의 개막식 중 한 장면

개막식 때는 올림픽 헌장에 따라 다양한 행사가 열린다. 개막식의 기본 토대는 벨기에 안트베르펜에서 열린 1920년 하계 올림픽 때 만들어졌다. 개막식은 대개 개최국의 국기가 게양되고 국가가 울려퍼지며 시작된다. 그 후에 개최국이 준비한 그들의 문화를 대표하는 음악, 춤, 영상 따위가 공연된다. 개막식은 아름답기가 매회가 지날수록 웅대해지고 복잡해지는데, 이는 전 대회보다 사람들의 기억에 오래도록 남기기 위함이다. 보도에 의하면 2008 베이징 올림픽 개막식 때 든 비용은 1억 달러로 그 대부분이 예술적인 부분에 들었다고 한다.
행사가 끝나면 다음에는 각국의 선수단이 입장한다. 올림픽의 발상지라는 영예를 가진 그리스가 전통적으로 맨 처음에 입장한다. 나머지 각국 선수단은 주최국에서 선택한 언어의 사전 순으로 입장하고 나서, 개최국 선수단이 제일 마지막에 입장한다. 그리스 아테네에서 열린 2004년 하계 올림픽에서는 그리스 국기가 맨 처음에 입장하고, 그리스 선수단이 맨 마지막에 입장했다. 개막식 마지막에는 올림픽 성화가 들어오고 마지막 성화 봉송자에게 전달할 때까지 돌게 된다. 마지막 성화 봉송자는 대체로 유명하고 올림픽에서 성공한 개최국의 선수가 하며 올림픽 성화를 경기장 내에 점화한다. 그 다음 올림픽조직위원장과 IOC 위원장이 개막 선언을 하는데 공식적으로 개막되었다는 것과 올림픽 성화가 점화되는 것을 선언한다. 그 다음에 올림픽조직위원장과 IOC 위원장이 개회사를 낭독하게 된다. 마자막으로 올림픽기 게양에 이어 올림픽 선서를 끝으로 개막식 과정은 모두 끝나게 된다. 2020년 하계 올림픽 이후로는 그리스 - 난민 올림픽 선수단 - 나머지 각국 선수단 - 차차기 올림픽 개최국 - 차기 올림픽 개최국 - 개최국 순서대로 입장한다.

#### 폐막식

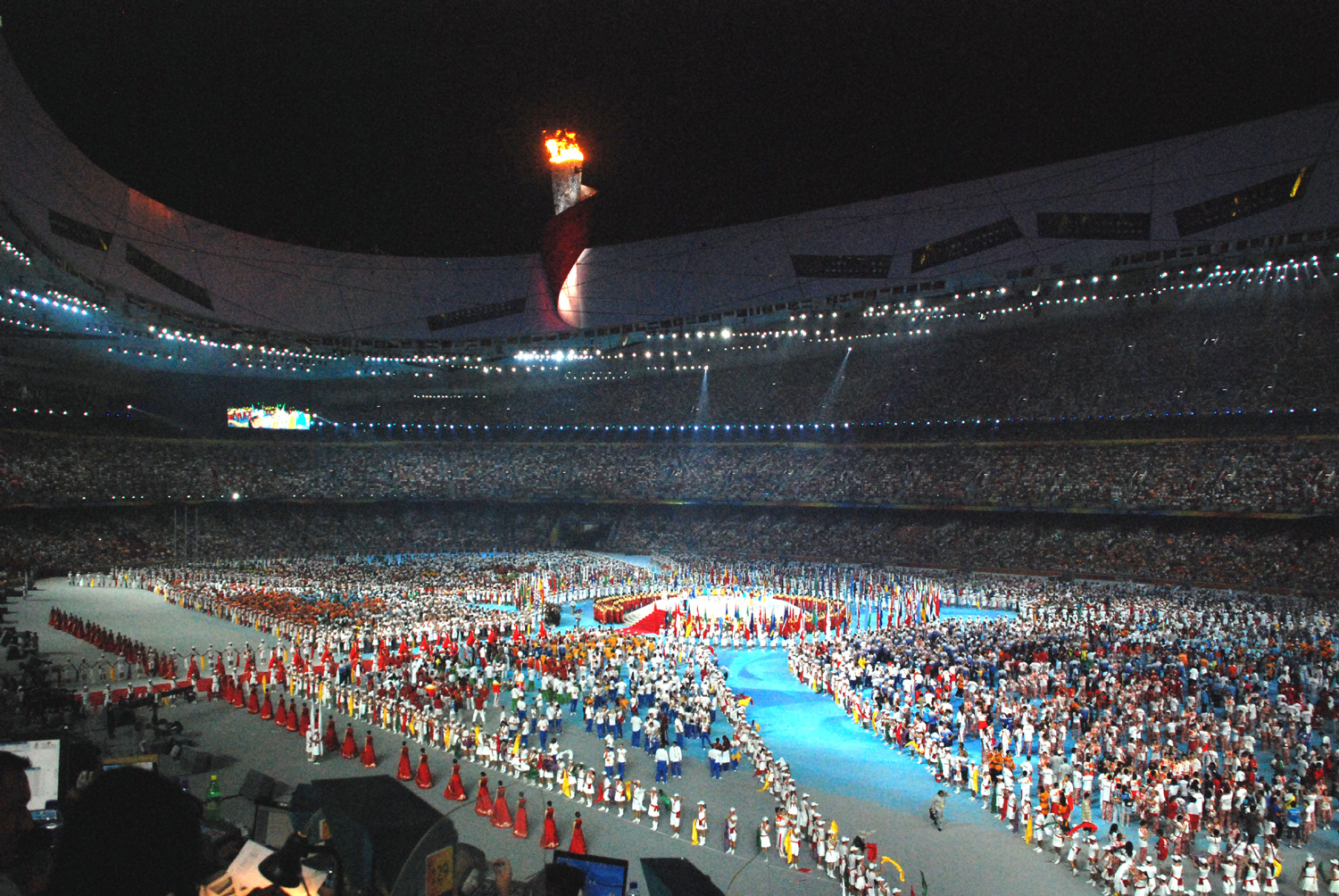
2008년 하계 올림픽 폐막식 행사의 일환으로 선수들이 경기장안으로 모여들고 있다.

폐막식은 올림픽 경기가 모두 끝난 후에 열린다. 각국의 기수가 경기장에 들어온 후에 국적에 상관없이 모든 선수들이 함께 들어온다.
3개의 기가 국가가 울려퍼지는 동안 게양되는데, 그 3개의 국기는 그리스의 국기(올림픽의 발상지임을 기념하기 위해), 개최도시의 국기, 다음 하계·동계 올림픽의 개최도시의 국기이다.
그 다음 올림픽조직위원장과 IOC 위원장이 폐막 선언을 하는데 공식적으로 폐막되었다는 것과 올림픽 성화가 꺼지는 것을 선언한다.
일명 '안트베르펜 세레모니'라고 하는 것도 진행되는데, 이는 올림픽 개최도시의 수장이 특별한 올림픽 기를 IOC 위원장에게 넘겨주면 그것을 또다시 다음 대회의 개최도시의 수장에게 넘겨주는 것으로서 1920 안트베르펜 올림픽 때부터 시작한 것으로 알려져 있다.
이 행사가 끝나면 짧게 다음 대회 개최지에 대한 소개로 홍보 영상이나 퍼포먼스가 진행된다.

#### 시상식

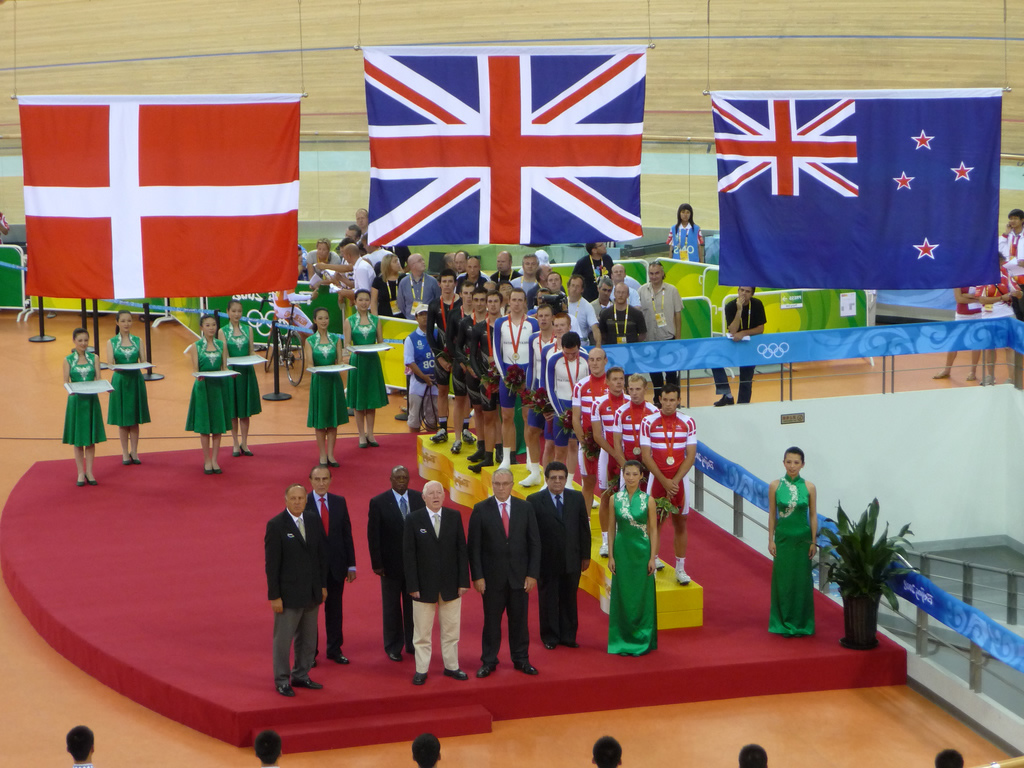
2008년 하계 올림픽에서의 시상식(사이클 남자 팀 추적 경기)

시상식은 각 종목이 끝날 때마다 열린다. 개인 혹은 팀으로 참가해서 1위를 하거나 2위 혹은 3위를 한 선수(들)은 시상대에 올라서서 존경의 뜻으로 메달을 수여받는다. 올림픽 위원들에게 메달을 받은 후에 1위를 한 선수의 국가가 울려퍼지고 1, 2, 3위를 한 선수들의 국기가 올라간다. 개최도시의 자원봉사자들도 시상식 때 활동하는데 메달을 준비하거나 꽃을 들고 이동하는 것과 같은 일을 한다. 올림픽 종목마다 시상식은 대체로 그 종목의 결승전(본선)이 끝난 후 거의 하루 뒤에 이루어진다. 남자 마라톤의 경우에는 시작은 올림픽 마지막 날 아침 일찍 하고 시상식은 그 날 저녁에 폐막식 도중에 이루어진다.

## 올림픽 경기 종목
올림픽 경기 종목은 총 33개부문 52개 종목에서 약 400개의 경기로 이루어져있다. 예를 들어서 하계 올림픽 부문인 레슬링은 자유형과 그레코로만형의 두 종목으로 나뉜다. 여기에서 10경기는 남자부, 4경기는 여자부로 열리며 분류기준은 체중이다. 하계 올림픽은 26개, 동계 올림픽은 7개 부문으로 이루어져있다. 하계 올림픽에서는 육상, 수영, 펜싱, 체조가 1회 대회때부터 한번도 빠짐없이 정식종목이었으며, 동계 올림픽에서는 크로스컨트리, 피겨 스케이팅, 아이스 하키, 노르딕 복합, 스키 점프, 스피드 스케이팅이 1924년 동계 올림픽부터 빠짐없이 정식종목이었다. 배드민턴, 농구, 배구와 같은 정식종목들은 처음에는 시범종목이었으며 그 후에 정식종목으로 승인 되었다. 야구처럼 예전에는 정식종목 이었지만 지금은 정식 종목에서 빠진 종목도 있다.
각 올림픽 종목들은 IOC로부터 승인을 받은 국제경기연맹의 관리를 받는다. 35개의 연맹이 IOC에서 승인을 받았으며, 승인을 받았지만 현재 정식종목이 아닌 종목을 감독하는 연맹도 있다. IOC의 승인을 받았지만 올림픽 종목이 아닌 스포츠들은 올림픽 종목으로 고려되지는 않으나, 올림픽이 끝난 후 처음으로 열리는 IOC총회 때마다 정식종목이 되도록 신청을 할 수는 있다. IOC 총회 때 정식종목 선정은 총회에 참석중인 IOC위원들의 투표를 통해 이루어지며, 재적 위원 수의 과반수 이상 찬성표를 얻어야 정식종목으로 인정을 받는다. IOC의 승인을 받은 스포츠이나 찬성표를 받지 못해 정식종목이 되지 못한 스포츠로는 체스와 서핑과 같은 것이 있다.
2004년 10월과 11월에 IOC는 '올림픽 프로그램 위원회'(Olympic Programme Commission)를 설립했다. 여기서는 올림픽 종목과 올림픽 종목이 아닌 스포츠를 모두 재검토하는 일을 한다. 이 위원회의 목표는 올림픽 종목에 더 체계적으로 다가가는 것이다. 위원회에서는 우선적으로 올림픽 종목으로 포함되기 위해서는 7개의 기준을 충족시켜야 한다고 말한다. 이 7개의 기준은 역사, 전통, 보편성, 인기도와 잠재성, 선수의 건강, 연맹의 스포츠를 관리할만한 능력, 스포츠를 여는 데에 필요한 비용이다. 예를 들면 2012년 하계 올림픽의 정식종목 후보에 7개 조건을 포함한 비(非)올림픽 스포츠가 올랐고 그 내용은, 골프, 가라테, 럭비, 인라인 스케이팅, 스쿼시였다. 이 스포츠들은 IOC 상임이사회에서 재검토되어 2005년 7월에 열린 싱가포르 총회에서 최종 결정하기로 했다. 결국 5개 중 2개(가라테와 스쿼시) 가 최종 후보로 올라왔으나 가라테와 스쿼시 둘 다 2/3의 미만의 찬성표로 정식종목이 되지는 못한다. 그 후 2016년 올림픽 정식종목에는 7개의 스포츠가 정식종목 신청을 했는데, 내용은 가라테, 골프, 스쿼시, 야구, 소프트볼, 7인제 럭비, 인라인 스케이팅이었다. 2009년 8월 13일, 신청된 7개의 스포츠 중 단 2개만 최종후보로 선정되었는데, 이는 7인제 럭비와 골프였다. 같은해인 2009년 10월에 열린 IOC 총회에서 골프와 럭비는 과반수 이상의 득표를 얻어서 2016년 하계 올림픽과 2020년 하계 올림픽의 정식종목으로 채택되었다.
2002년에 열린 제114차 IOC 총회에서는 하계 올림픽 종목은 최대 28부문 301개 경기에 10,500명이 참가하는 것으로 제한하기로 결정했다. 그 후 3년 뒤인 제117차 IOC 총회에서는 정식종목이었던 야구와 소프트볼을 정식 종목에서 제외시킨다. 이 결과에 대한 이견이 없었으므로 2012년 올림픽 때는 26개부문에서 경기가 열린다. 2016년과 2020년 올림픽 때는 럭비와 골프가 추가되어 다시 28개부문에서 경기가 열린다.

### 아마추어 정신과 프로 선수들의 참가

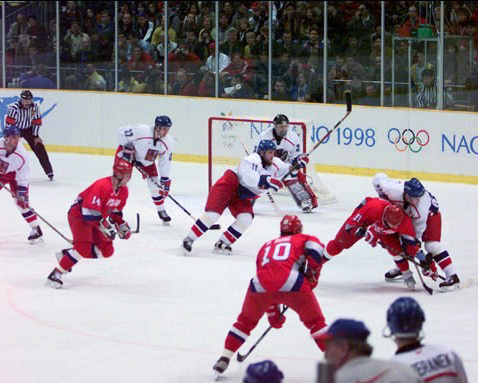
프로 NHL선수들은 1998년부터 아이스 하키종목에 출전할 수 있게 되었다. (나가노 올림픽 결승전 러시아 vs 체코).

영국 명문 공립 학교의 이념은 쿠베르탱에게 큰 영향을 끼쳤다. 영국 공립 학교는 스포츠를 교육의 중요한 부분이라 생각해서 '건전한 신체에 건전한 정신을'이라는 의미를 가진 라틴어 mens sana in corpore sano를 표어로 삼았다. 이 이념에 의하면 신사들은 특정한 분야에서만 우수해서는 안되고 모든 분야에서 고르게 잘해야 하고, 공정한 결과에는 승복해야 하며, 연습이나 훈련은 속이는 것과 마찬가지로 여겼다. 전문적으로 스포츠를 연습한 사람은 취미로 연습한 사람에 비해 공평하지 않다고 생각한 것이다.
현대 올림픽에서는 프로 선수의 참가 불허가 많은 분쟁을 가져왔다. 1912년 하계 올림픽의 근대 5종 경기와 10종 경기에서 우승한 짐 소프는 올림픽에 나가기 전에 준프로야구선수로 활동했다는 게 나중에 밝혀져 메달이 박탈되었다. 소프는 후에 동정적 여론의 힘을 업고 1983년에 메달을 돌려받게 된다. 1936년 동계 올림픽 때 스위스와 오스트리아 스키선수들은 돈을 벌기 위해 스포츠를 했는데 이러한 행동이 아마추어 정신에 위배된다고 결정되어 그들은 스키종목에 참가할 수 없었다.
20세기에 이르러서 계급구조가 붕괴되면서 이른바 귀족적인 신사라는 아마추어 선수에 대한 정의는 시대에 뒤처지는 말이 되게 된다. 일부 국가들은 '정식 아마추어 선수'를 '키워서' 순수한 아마추어 정신을 벗어나고 있었고, 자신이 내는 비용으로 연습하는 선수들의 불리함에 대한 목소리가 나오기 시작했다. 하지만 IOC는 아마추어 정신에 관한 입장을 고수했다. 1970년대 초에는 아마추어 정신이 올림픽헌장에서 폐지되어야 한다는 말이 나오기 시작했다. 결국 프로선수들의 출전은 국제경기연맹(IF)에서 결정짓도록 되었다. 2008년 기준으로 아마추어 선수만 출전하고 있는 올림픽 종목은 복싱이 유일하며 남자 축구에서는 나이가 23세 이상인 선수를 3명까지만 선발할 수 있다. 이는 아마추어 정신을 지키기 위한 일환으로 볼 수 있다.

## 논란

### 보이콧

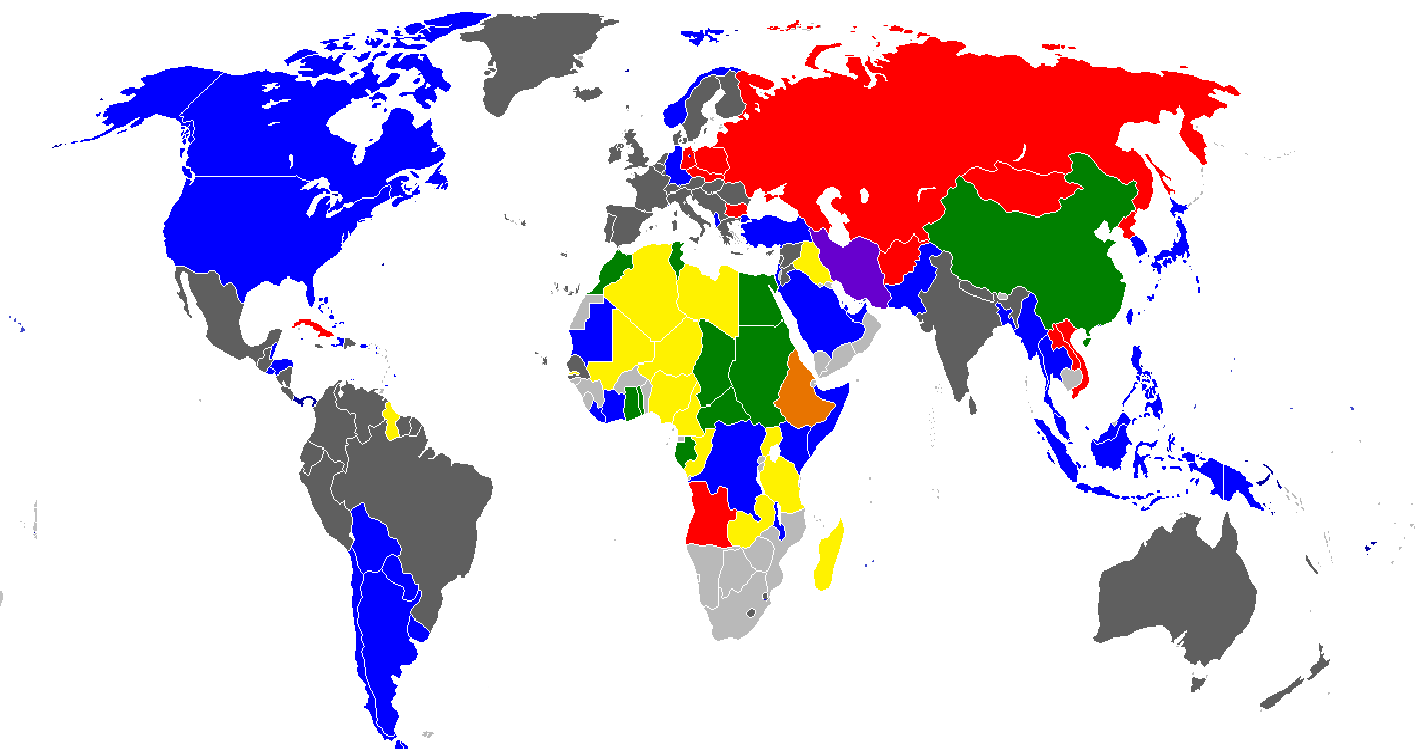
올림픽 보이콧 국가들
1976년 하계 올림픽
1980년 하계 올림픽
1984년 하계 올림픽
1976년 하계올림픽+1980년 하계올림픽
1976년 하계올림픽+1984년 하계올림픽
1980년 하계올림픽+1984년 하계올림픽

올림픽에서 첫 번째 보이콧은 1956년 하계 올림픽에서 시작되었다. 네덜란드, 스페인, 스위스는 소련의 헝가리 침공에 항의해 참가를 거부했다. 캄보디아, 이집트, 이라크, 레바논은 제2차 중동 전쟁 때문에 보이콧했다. 1972년과 1976년 올림픽에는 많은 아프리카의 국가들이 남아프리카 공화국과 로디지아에서 일어나는 인종 차별정권에 대한 항의의 표시로 올림픽 참가를 거부했다. 이 보이콧에는 뉴질랜드도 관계가 되어있는데, 뉴질랜드 럭비 국가 대표팀이 당시 아파르트헤이트정책을 쓰던 남아프리카 공화국과 경기를 했음에도 불구하고 뉴질랜드의 올림픽 참가가 허용되었기 때문이었다. 국제 올림픽 위원회는 이 두 보이콧에 대해 심각하게 고민했으나 후자의 뉴질랜드의 경우는 럭비가 올림픽 종목이 아니라는 이유를 내세워 뉴질랜드의 올림픽 참가 금지 요청을 거부했다. 당시 아프리카에 속해 있던 20개국과 가이아나, 이라크는 경기를 끝낸 선수들이 있었지만 탄자니아가 이끄는 올림픽 보이콧에 가세했다. 중화민국(타이완)도 1976년 몬트리올 올림픽 참가를 보이콧했는데, 그 이유는 중화인민공화국(중국)이 몬트리올 올림픽 조직위원회에게 타이완을 '중화민국'의 이름으로 참가하지 못하도록 압박을 가했기 때문이다. 타이완은 이것에 반발해서 중화민국의 국기와 중화민국의 국가를 계속 쓸 것이라고 밝혔다. 타이완은 1984년까지 올림픽에 참가하지 않았으며 그 후 참가할 때는 매화기와 특별한 찬가를 사용한다. 1980년과 1984년 올림픽 때는 냉전의 당사국들이 각각 반대진영에서 개최된 올림픽에 불참했다. 1980년에 열린 모스크바 올림픽 때는 소련의 아프가니스탄 침공에 대한 항의의 표시로 미국을 비롯한 65개국이 불참해서 1956년 이후 가장 적은 국가의 수인 81개국만 참가하는 대회가 되었다. 1984년에 열린 L.A 올림픽때는 루마니아와 유고슬라비아를 제외한 소련과 동구권의 14개 국가가 자국 선수들의 안전을 보장받지 못한다는 이유로 올림픽에 불참했다. 소련의 한 관계자는 그들이 올림픽 보이콧을 한 것에 대해 다음과 같은 발언을 통해 지지했다.
| “ | 미국에서 광적인 애국심과 반소련 세력이 점점 늘어나고 있다. | ” |

 동구권에서 보이콧을 한 국가들은 올림픽을 대신할 대회로 프렌드십 게임을 7월과 8월에 했다.
2008년에는 티베트와 다르푸르에 관한 중국의 인권문제를 두고 그에 대한 항의 표시로 중국산 물품의 불매운동과 2008 올림픽 불참에 대한 요구가 컸으나 보이콧을 한 나라는 없었다.
 2008년 8월, 조지아 정부는 러시아가 2008년 남오세티야 전쟁에 참전한 것과 관련하여 러시아의 소치에서 열릴 2014년 동계 올림픽을 보이콧하자고 요청했다. 이에 대해 국제 올림픽 위원회는 "앞으로 개최될 때까지 6년이나 남았는데 시작하기도 전에 섣불리 이른 판단을 하는 것은 옳지 않다."라고 말했다.

### 정치

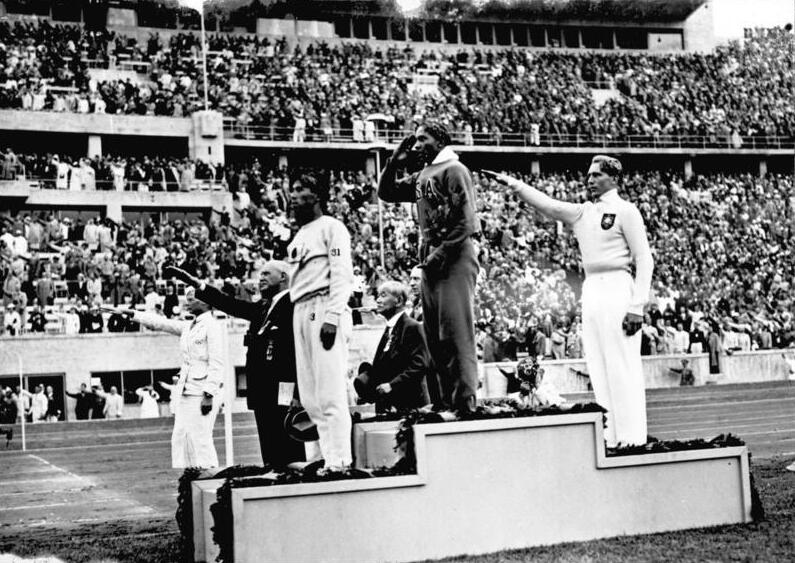
1936년 하계 올림픽 멀리뛰기에서 금메달을 딴 제시 오언스가 시상대에 서있다.

쿠베르탱이 말했던 원래 이념과는 반대로 올림픽이 정치 혹은 체제 선전의 장으로 이용되는 경우가 있었다. 1936년 하계 올림픽을 개최할 때 당시의 나치독일은 나치는 자비롭고 평화를 위한다는 것을 설명하고 싶어했다. 또 이 올림픽에서 아리안족의 우월함을 보여줄 생각이었으나 이는 흑인이었던 제시 오언스가 금메달을 4개나 따내면서 실현되지는 못했다. 소련은 헬싱키에서 열린 1952년 하계 올림픽 때 처음으로 참가했다. 그 전에는 소련이 조직한 스파르타키아다라는 대회에 1928년부터 참가했었다. 다른 공산주의 국가들은 1920년대와 1930년대의 전쟁 기간 사이에 노동자 올림픽(Socialist Workers' Sport International)을 조직했는데, 이는 올림픽을 자본가와 귀족들의 대회로 여기고 그에 대한 대안으로 고안된 대회였다. 그 이후 소련은 1956년 하계 올림픽부터 1988년 하계 올림픽까지 엄청난 스포츠강국의 면모를 보여주며 올림픽에서의 명성을 드높였다.
선수 개인이 자신의 정치적 성향에 대해 표현하기도 했다. 멕시코 시티에서 열린 1968년 하계 올림픽의 육상부문 200m 경기에서 각각 1위와 3위를 한 미국의 토미 스미스와 존 카를로스는 시상식 때 블랙 파워 설루트(Black Power salute , 흑인 차별 반대 행위)를 선보였으며 2위를 한 피터 노먼도 상황을 깨닫고 스미스와 카를로스의 행위를 지지한다는 뜻에서 급하게 인권을 위한 올림픽 프로젝트(OPHR) 배지를 달았다. 이 사건에 대해서 IOC 위원장이었던 에이버리 브런디지는 미국 올림픽 위원회에 이 두 선수를 미국으로 돌려보내거나 미국 육상팀 전부를 돌려보내는 둘 중 하나의 선택을 하게 했고, 미국 올림픽 위원회는 두 선수를 미국으로 돌려 보낸다.
현재 이란 정부는 이스라엘과의 어떤 경기 경쟁이든 피하고 있다. 2008년 하계 올림픽 때 이란의 수영 선수는 이스라엘 수영 선수와 같이 경기한다는 이유로 경기를 포기했으며, 2004년 하계 올림픽에서도 이란의 유도 선수는 이스라엘 선수와 경기한다는 일정이 잡혔을 때 경기를 포기했다. 이 선수는 공식적으로는 시합전에 계체량을 재서 체중이 초과되어 실격 되었으나 이란정부로부터 125,000달러나 되는 돈을 받았다고 한다.

### 약물 복용

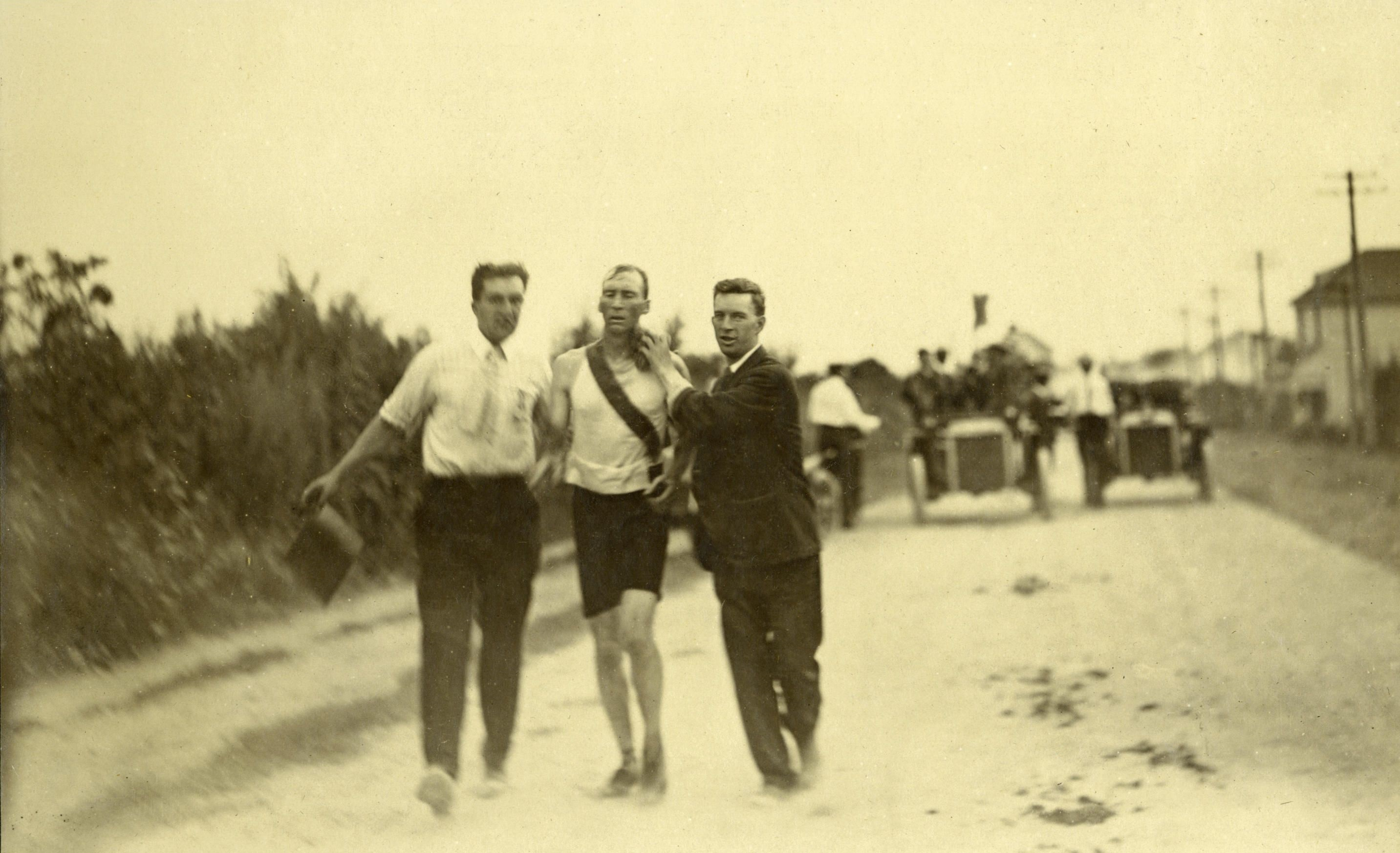
토마스 J. 힉스가 1904년 하계 올림픽 마라톤 경기를 하는 모습

20세기 초반, 많은 운동 선수들은 기록향상을 위해 약물을 복용하기 시작했다. 예를 들어 1904년 하계 올림픽 마라톤에서 우승한 미국 선수 토머스 J. 힉스는 코치에게서 스트리크닌과 브랜디를 받았다. 올림픽에서 약물을 과다 복용으로 사망한 사례도 한 번 있었다. 1960년 로마 대회 때 사이클 개인도로 경기 중에 덴마크 선수인 크누드 에네마르크 옌센이 자전거에서 떨어져서 사망했다. 검시관들의 조사에 의하면 그의 죽음의 원인은 암페타민 과다 복용이라고 했다. 이에 1960년대 중반부터 각 경기 연맹은 약물 복용을 금지하기 시작했으며 1967년에는 IOC도 약물 복용 금지에 동참했다.
올림픽에서 약물 복용 양성 반응이 나와서 메달을 박탈당한 첫 번째 사례로는 1968년 하계 올림픽의 근대 5종 경기에 출전해 동메달을 딴 한스 군나르 리렌바르가 있다. 그는 경기 후 도핑검사 결과 알코올을 복용한 것으로 확인되어 메달을 박탈당했다. 도핑 양성 반응으로 메달을 박탈당한 것으로 가장 유명한 사람은 1988년 하계 올림픽 육상 100m 경기에서 금메달을 땄으나 도핑 검사 결과 스타노졸롤을 복용한 것으로 확인돼 금메달을 박탈당한 캐나다 선수인 벤 존슨이 있다. 이에 따라 금메달은 2위를 했던 칼 루이스가 대신 받았다.
1990년대 후반, 여러 뜻있는 사람들이 도핑과의 전쟁을 선포하면서 1999년에 세계반도핑기구(WADA)를 설립한다. 2000년 하계 올림픽과 2002년 동계 올림픽 때는 약물 양성 반응을 보인 선수들이 급격히 증가했고, 역도와 크로스컨트리에서는 몇몇 선수들이 도핑 테스트에 걸려서 실격되기도 했다. 2006년 동계 올림픽 때는 메달리스트 한 명이 양성반응을 보여 메달을 반납해야 했다. IOC가 만든 약물 반응 판정(현재 올림픽 도핑테스트의 기준이 됨)은 인정을 받게 되었고 이제는 다른 경기 연맹에서도 벤치마킹을 할 정도가 되었다. 2008년 베이징 올림픽 기간중에는 3,667명의 선수들이 세계반도핑기구의 검사를 받았으며 소변과 혈액 검사로 약물 복용 검사를 했다. 몇몇 선수들은 국가 올림픽 위원회(NOC)에 의해 올림픽이 시작되기 전에 출전금지 조치를 당했고, 올림픽 기간중에는 단 3명만이 도핑 검사에 걸렸다.

### 폭력 및 전쟁
쿠베르탱의 생각과는 달리, 올림픽이 세계에 완벽한 평화를 가져다주지는 못했다. 실제로 제1차 세계대전으로 인해 독일 베를린에서 열리기로 했던 제6회 1916년 하계 올림픽이 취소되었고, 제2차 세계대전 때는 일본 도쿄에서 열리기로 했던 제12회 1940년 하계 올림픽, 삿포로에서 열리기로 했던 1940년 동계 올림픽, 영국 런던에서 열리기로 했던 제13회 1944년 하계 올림픽, 이탈리아 코르티나담페초에서 열릴 예정인 1944년 동계 올림픽이 취소되었다. 베이징에서 열린 2008년 하계 올림픽 개막식날 조지아와 러시아 간의 2008년 남오세티아 전쟁이 일어나기도 했다. 부시 대통령과 푸틴 대통령이 이 올림픽을 보러 왔으며 중국 주석인 후진타오가 주최한 오찬에 참석해서 이 현안에 대해 논의하기도 했다. 조지아 대표인 니노 살루크바체와 러시아 대표인 나탈리야 파데리나가 여자 10m 공기권총 경기에서 각각 동메달과 은메달을 땄을 때 이 일은 베이징 올림픽의 유명한 사건 중 하나로 남게 되었다. 살루크바체와 파데리나는 시상식이 끝난 뒤 서로 포옹을 하며 국적에 상관없이 기쁨을 나누었다.
테러도 올림픽에서 공포의 대상이었다. 뮌헨 참사로 알려진 1972년에 서독 바이에른의 뮌헨에서 열린 하계 올림픽때의 사건은 테러리스트인 검은 9월단이 일으킨 사건으로서 이스라엘 선수 11명을 인질로 붙잡았다가 전원이 사망한 사건이다. 당시 미숙한 진압으로 인해 인질 9명(선수 1명과 코치 1명은 인질로 잡기 이전에 살해), 테러범 5명, 독일 경찰관 1명이 사망했으며 이 진압 작전 이전에는 인질들은 단 한 명도 죽지 않았다. 애틀랜타에서 열린 1996년 하계 올림픽 때는 센테니얼 올림픽 공원(Centennial Olympic Park)에서 폭발 사건이 일어나 2명이 죽고 111명이 다치는 사건이 발생했다. 이 사건의 주모자 에릭 로버트 루돌프는 종신형을 선고받았다. 참고로 마라톤 역시 전쟁에서 유래한 것이다.

## 우승자와 메달리스트
개인 혹은 팀으로 경기에 출전해서 1위, 2위, 3위를 한 선수는 메달을 받는다. 1912년까지는 우승자에게 순금으로 된 금메달을 주었으며 그 후에는 도금된 금메달을 준다. 하지만, 2010 동계 올림픽에서는 전자제품 부속품을 녹여서 넣었다. 이러한 경우처럼 순금 외에 다른 물질을 넣을 경우에는 순금이 반드시 6g 이상을 함유하고 있어야 한다. 2위를 한 선수는 은메달을, 3위를 한 선수는 동메달을 받는다. 토너먼트로 진행되는 종목의 경우에는(복싱, 태권도 등) 3위를 구분하지 않고 준결승에서 패해서 3/4위전으로 간 선수들에게 모두 동메달을 수여한다. 1896년 하계 올림픽에서는 메달이 2개만 수여됐는데 1위에게 은메달을 주었고 2위에게 동메달을 주었다. 이때 3위에게는 아무것도 없었다. 현재의 메달 수여 방식은 1904년 하계 올림픽 때부터 시작되었다. 1948년부터는 4, 5, 6위를 한 선수에게는 인증서를 수여했다. 1984년 대회부터는 7, 8위를 한 선수에게도 인증서를 수여했다. 아테네에서 열린 2004년 하계 올림픽 때는 1, 2, 3위 선수에게 메달과 함께 올리브 화환도 같이 수여했다. 국가 올림픽 위원회(NOC)와 방송사에서는 자국의 메달 현황을 실시간으로 전달하기도 한다.

### 개인 통산 다관왕
국제 올림픽 위원회(IOC)에서는 공식적으로 메달집계를 하고 있지 않지만, 비공식적으로 메달집계에 관해 수많은 기록들이 남아있다. 메달집계는 현대 올림픽에서 성공한 올림픽 선수들을 알아보는 방법이기도 하다. 아래의 표는 올림픽에서 개인 통산 다관왕을 한 상위 10명의 선수들에 관한 표이다.
| 선수                     | 성별 | 나라      | 종목          | 로고 | 올림픽 참가 기간 | 금 | 은 | 동 | 합계 |
| 마이클 펠프스            | 남성 | 미국      | 수영          |      | 2000년~2016년    | 26 | 3  | 2  | 31   |
| 라리사 라티니나          | 여성 | 소련      | 체조          |      | 1956년~1964년    | 9  | 5  | 4  | 18   |
| 파보 누르미              | 남성 | 핀란드    | 육상          |      | 1920년~1928년    | 9  | 3  | 0  | 12   |
| 마크 스피츠              | 남성 | 미국      | 수영          |      | 1968년~1972년    | 9  | 1  | 1  | 11   |
| 칼 루이스                | 남성 | 미국      | 육상          |      | 1984년~1996년    | 9  | 1  | 0  | 10   |
| 올레 에이나르 비에른달렌 | 남성 | 노르웨이  | 크로스 컨트리 |      | 1998~2014년      | 8  | 4  | 1  | 13   |
| 비르기트 프린츠          | 여성 | 동독 독일 | 카누          |      | 1980년~2004년    | 8  | 4  | 0  | 12   |
| 가토 사와오              | 남성 | 일본      | 체조          |      | 1968년~1976년    | 8  | 3  | 1  | 12   |
| 제니 톰슨                | 여성 | 미국      | 수영          |      | 1992년~2004년    | 8  | 3  | 1  | 12   |
| 맷 비온디                | 남성 | 미국      | 수영          |      | 1984년~1992년    | 8  | 2  | 1  | 11   |

## 개최지 선정

동계 올림픽 개최지. 한 번 개최한 국가는 초록색으로 나와있고 두 번이상 개최한 국가는 파란색으로 나와있음.

올림픽 개최지는 해당 올림픽 개최 7년 전에 IOC 위원들의 투표로 결정된다. 개최지 선정에는 약 2년이 걸린다. 유치를 희망하는 도시는 우선 자국의 올림픽 위원회에 신청을 해야 한다. 만약 한 국가에서 두 도시 이상이 유치를 희망한다면, 한 국가당 한 도시만 후보가 될 수 있다는 규칙에 따라 내부적으로 후보 도시를 결정해야 한다. 후보 도시가 결정되면 후보 도시가 소속된 국가의 올림픽 위원회는 IOC에 개최 신청을 하고, 신청 후에는 올림픽 개최에 대한 질의 응답서를 보내야 한다. 이 질의응답서에서 신청한 도시는 올림픽 헌장을 준수하며 IOC 상임이사회에 의한 다른 규정들을 지킬 것이라는 확신을 주어야 한다. 이 질의응답서는 전문가들이 검토하여 신청 도시들의 잠재성과 계획을 평가한다. 이 전문적인 평가를 바탕으로 IOC 상임이사회에서는 신청도시 중에서 후보도시를 고른다.
후보도시로 선택되면 그 도시들은 IOC에 보내는 후보도시에 관한 문서에 그들의 계획을 더욱 상세하고 방대한 양으로 적어서 보내야 한다. 평가조사단들이 이 후보도시들을 평가한다. 평가조사단은 후보도시들을 방문해서 지역 관계자들과 회견을 갖고 경기장 시설을 세심하게 조사한 뒤 개최지 투표를 하기 한달전에 조사를 바탕으로 한 공식 보고를 한다. 회견을 하는 동안에도 후보도시들은 자신들이 올림픽을 개최하는 데 충분한 자금이 조달될 수 있는지 등을 입증할 수 있어야 한다. 평가조사단의 업무가 끝나면 후보지의 국가 위원들은 IOC 정기총회에 참석한다. 이 총회에서 IOC 위원들은 올림픽 개최지를 선정하게 되며 후보지의 국가에 소속된 위원들은 자국의 후보지가 탈락하지 않는 이상 투표를 할 수 없다. 투표가 끝난후에 개최지로 선정된 곳의 유치위원회가 IOC와 개최도시 계약서에 서명을 하면 공식적으로 올림픽 개최도시(개최국)으로 인정된다.
2016년까지 올림픽은 23개국 44개 도시에서 열렸으며 유럽과 북아메리카대륙 이외의 대륙에서는 고작 8번 밖에 개최하지 못했다. 1988년 하계 올림픽이 대한민국의 서울에서 열린것을 시작으로 그 후 아시아와 오세아니아 대륙에서 올림픽이 4번이나 열렸으며, 이는 그 이전의 현대 올림픽사와 비교해보면 엄청나게 늘어난 수치였다. 2016년 하계 올림픽이 개최된 브라질의 리우데자네이루는 남미에서 열리는 첫 번째 올림픽이다. 아직 아프리카에서는 올림픽이 한 번도 개최되지 않았다. 2008년 하계 올림픽 때 가장 많은 선수가 참여한 나라는 중국으로 639명이 참가했으며 그 다음은 미국과 러시아로 각각 596명과 455명이 참가했다.
미국은 5번의 하계 올림픽과 4번의 동계 올림픽을 개최하면서 최다 올림픽을 개최한 나라이다. 영국은 2012년에 3번째 올림픽을 개최하였다. 독일, 오스트레일리아, 그리스는 하계 올림픽을 2번 개최한 국가이다. 동계 올림픽에서는 이탈리아가 2026년 밀라노-코르티나담페초 개최지로 선정되어 3번 개최될 예정이다. 또한 프랑스가 3번을 개최했으며 2024년 하계올림픽 개최예정으로 영국에 이번 두 번째로 한 도시에서 3번 올림픽 개최하며 하계올림픽3번 개최하였다. 프랑스는 동계, 하계 올림픽 각 3번씩 총 6번 개최로 9번으로 최다개최국인 미국 다음으로 두 번째로 많이 개최한 국가가 된다. 스위스, 오스트리아, 노르웨이, 일본, 이탈리아는 2번씩 개최했다. 일본은 하계,동계 각 2번씩 총 4번으로 미국, 프랑스 다음 세번째로 많이 개최한 국가이다. 2010년에 밴쿠버에서 열린 2010년 동계 올림픽은 캐나다에서 열리는 두 번째 동계 올림픽이고, 동/하계 올림픽을 합쳐 캐나다에서 3번째로 개최되는 올림픽이다.

## 같이 보기
- 올림픽기
- 하계 올림픽
- 동계 올림픽
- 패럴림픽
- 청소년 올림픽
- 아시안 게임
- FIFA 월드컵
- AFC 아시안컵

### 참조주
1. ↑  , 기사 확인
2. ↑  Judith Swaddling (2000). 《The Ancient Olympic Games》 [고대 올림픽 경기] (영어). 텍사스 대학교 출판부(University of Texas Press).
3. ↑  Young (2004), p. 12
4. ↑  Pausanias, "Elis 1", VII, p. 7, 9, 10; Pindar, "Olympian 10", pp. 24–77
5. ↑  Richardson (1997), p. 227
6. ↑  Young (2004), pp. 12–13
7. ↑  Pausanias, "Elis 1", VII, p. 9; Pindar, "Olympian 10", pp. 24–77
8. ↑  “터치라인, '러 - 그루지야 전쟁'… 올림픽 평화정신 되새겨야”. 부산일보. 2009년 8월 13일. 2011년 11월 18일에 원본 문서에서 보존된 문서. 2010년 1월 1일에 확인함.
9. ↑  Spivey (2004), pp. 229–230
10. ↑  “Olympic Games”. Encyclopaedia Britannica.
11. ↑  Crowther (2007) pp. 59–61
12. ↑  “Ancient Olympic Events” [고대 올림픽 종목] (영어). 터프츠 대학교 페르세우스 프로젝트(Perseus Project).
13. ↑  Golden (2009), p. 24
14. ↑  Burkert (1983), p. 95
15. ↑  “Ancient Olympic Games” (영어). 국제올림픽위원회.
16. ↑  Swadling (1999), pp. 90–93
17. ↑  Olympic Museum, "The Olympic Games in Antiquity", p. 2
18. 1 2  Crowther (2007), p. 54.
19. 1 2  Potentiel. “Histoire et évolution des Jeux olympiques” [올림픽 전개의 역사] (프랑스어).
20. ↑  Young (1996), pp. 2, 13–23, 81
21. ↑  Young (1996), p. 68
22. 1 2  Reuters (2004년 7월). “Rugby School motivated founder of Games” [럭비 학교가 창설자에게 흥미를 느끼다] (영어). SI.com. 2004년 8월 23일에 원본 문서에서 보존된 문서. 2009년 12월 4일에 확인함.
23. ↑  “스포츠를 문화로 만든 프랑스인”. 국정브리핑 정책/자료. 2006년 6월 26일.
24. ↑  Coubertin, Philemon, Politis & Anninos (1897), Part 2, p. 8
25. ↑  Young (1996), pp. 100–105
26. ↑  Darling (2004), p. 135
27. ↑  Coubertin, Philemon, Politis & Anninos (1897), Part 2, pp. 98–99, 108–109
28. ↑  “1896 Athina Summer Games” [1896년 아테네 하계 올림픽] (영어). Sports Reference. 2013년 6월 22일에 원본 문서에서 보존된 문서. 2009년 12월 4일에 확인함.
29. ↑  “St. Louis 1904 — Overview” [세인트루이스 1904-총평] (영어). ESPN. 2013년 6월 22일에 원본 문서에서 보존된 문서. 2009년 12월 4일에 확인함.
30. ↑  “1906 Olympics mark 10th anniversary of the Olympic revival” [올림픽 부활 10주년을 기념해 1906년 올림픽이 열렸다.] (영어). Canadian Broadcasting Centre. 2008년 5월 28일. 2008년 6월 3일에 원본 문서에서 보존된 문서. 2008년 6월 3일에 확인함.
31. ↑  “Chamonix 1924” [샤모니 1924] (영어). IOC.
32. ↑  “Winter Olympics History” [동계 올림픽 역사] (영어). Utah Athletic Foundation. 2009년 1월 12일에 원본 문서에서 보존된 문서. 2009년 1월 31일에 확인함.
33. ↑  “History of the Paralympics” [패럴림픽의 역사] (영어). BBC.
34. ↑  “Rogge wants Youth Olympic Games” [로게가 유스 올림픽을 원한다.] (영어). BBC. 2007년 3월 19일.
35. ↑  “IOC approves Youth Olympics; first set for 2010” [IOC에서 유스 올림픽 승인해, 2010년에 첫 대회] (영어). USA Today. 2007년 7월 5일.
36. ↑  “Innsbruck is the host city for the first Winter Youth Olympic Games” [인스브루크가 1회 동계 유스 올림픽 개최지로 선정돼] (영어). 밴쿠버동계올림픽조직위원회. 2008년 12월 12일. 2009년 6월 10일에 원본 문서에서 보존된 문서. 2009년 3월 30일에 확인함.
37. ↑  “IOC to Introduce Youth Olympic Games in 2010” [IOC가 2010년 유스 올림픽을 소개했다.] (영어). CRIenglish.com. 2007년 4월 25일. 2015년 5월 8일에 원본 문서에서 보존된 문서. 2009년 12월 4일에 확인함.
38. ↑  “No kidding: Teens to get Youth Olympic Games” [장난아냐! 10대들이 유스올림픽을 한다] (영어). USA Today.
39. ↑  “IOC votes to start Youth Olympics in 2010” [IOC가 유스 올림픽을 2010년에 시작하기로 투표해] (영어). USA Today. 2007년 7월 5일.
40. 1 2  “IOC Factsheet” [IOC 보고서] (PDF) (영어). IOC. 2011년 4월 29일에 원본 문서 (PDF)에서 보존된 문서. 2009년 2월 2일에 확인함.
41. ↑  “Turin 2006” [토리노 2006] (영어). IOC.
42. ↑  “Beijing 2008” [베이징 2008] (영어). IOC.
43. ↑  “Beijing to build convenient Olympic village” [베이징은 편안한 올림픽 선수촌을 지어] (중국어). 베이징하계올림픽조직위원회Olympiad. 2008년 9월 14일에 원본 문서에서 보존된 문서. 2008년 9월 14일에 확인함.
44. ↑  “Olympic Charter” [올림픽 헌장] (PDF) (영어). IOC. 2011년 7월 23일에 원본 문서 (PDF)에서 보존된 문서. 2009년 12월 4일에 확인함.
45. ↑  “The Olympic Movement” [올림픽 활동] (영어). 국제 올림픽 위원회.
46. ↑  “Roles and responsibilities during the Olympic Games” [올림픽 기간 중의 역할과 책임] (PDF) (영어). 국제올림픽위원회. 2008년 2월.
47. ↑  “For the Good of the Athletes” [선수들의 행복을 위해]. 베이징하계올림픽조직위원회. 2007년 10월 31일. 2009년 1월 23일에 원본 문서에서 보존된 문서. 2009년 2월 4일에 확인함.
48. ↑  올림픽 헌장 (2007), 24조, p. 53.
49. ↑  Maraniss (2008), pp. 52–60
50. ↑  Maraniss (2008), pp. 60–69
51. ↑  “Samaranch Defends Nominating Son for IOC Post” [사마란치가 IOC 직위를 위해 아들의 임명을 보호했다.] (영어). CBC Sports. 2001년 5월 18일. 2008년 12월 5일에 원본 문서에서 보존된 문서. 2009년 2월 4일에 확인함.
52. 1 2  “<사마란치 IOC 위원장, 권좌 20년 회고>”. 연합뉴스. 2000년 8월 24일.
53. ↑  “Olympics:Barcelona Profile; Samaranch, Under the Gun Shoots Back” [올림픽:바르셀로나 프로필; 사마란치, 총알이 되돌아와.] (영어). 뉴욕 타임즈. 1992년 6월 30일. 2009년 1월 30일에 확인함.
54. ↑  “Judge Drops Olympic Bid Case” [재판관이 올림픽 개최지 선정 사건을 취하해] (영어). LA 타임스. 2003년 12월 6일.
55. ↑  “Buying the Games” [매수된 올림픽] (영어). BBC. 2004년 7월 29일.
56. ↑  “London Wins 2012 Olympics New York Lags” [런던이 뉴욕을 제끼고 이기다.] (영어). 뉴욕타임스. 2005년 7월 7일.
57. ↑  “Paris Mayor Slams London Tactics” [파리 시장이 런던의 전술을 비난해.] (영어). Sportinglife.com. 2011년 5월 15일에 원본 문서에서 보존된 문서. 2009년 2월 4일에 확인함.
58. ↑  “Olympic Inspectors call on London (while Paris accuses Britain of bribery)” [올림픽 감시관이 파리가 영국을 뇌물혐의로 비난해서 런던을 방문해.] (영어). Business Network. 2006년 4월 20일. 2009년 1월 23일에 원본 문서에서 보존된 문서. 2009년 12월 8일에 확인함.
59. ↑  “[남기고 싶은 이야기들-올림픽 30年·태권도 40年] 72. 1999년 서울 IOC 총회”. 중앙일보. 2008년 12월 13일. 2020년 8월 30일에 확인함.
60. ↑  “How Turin got the Games” [어떻게 토리노가 승리를 따냈는가.] (영어). National Public Radio. 2006년 2월 7일.
61. 1 2 3 4 5 6  Cooper-Chen (2005), p. 231
62. 1 2 3 4 5  “Issues of the Olympic Games” [올림픽에서의 이슈] (영어). LA84 Foundation of Los Angeles. 2009년 4월 25일에 원본 문서에서 보존된 문서. 2009년 12월 10일에 확인함.
63. 1 2 3  Buchanon & Mallon (2006), p. ci
64. 1 2  Findling & Pelle (2000), p. 209
65. 1 2 3  Slack (2004), p. 194
66. ↑  “Berlin 1936” [베를린 1936] (영어). 국제 올림픽 위원회.
67. ↑  “Cortina d'Ampezzo” [코르티나담페초] (영어). 국제 올림픽 위원회.
68. 1 2 3  Slack (2004), p. 192
69. ↑  Tomlinson (2005), p. 14
70. ↑  “World Series TV ratings slump” [세계적인 TV시청률 감소] (영어). Associated Press.
71. ↑  “All fall down” [모든것이 떨어졌다.] (영어). Time Inc. 2000년 10월 2일. 2011년 4월 29일에 원본 문서에서 보존된 문서. 2009년 12월 10일에 확인함.
72. 1 2  “A Surprise Winner at the Olympic Games in Beijing: NBC” [베이징 올림픽에서의 놀라운 우승자:NBC] (영어). NYTimes.com. 2008년 8월 17일.
73. ↑  Slack (2004), pp. 16–18
74. 1 2  Slack (2004), p. 17
75. ↑  Cooper-Chen (2005), p. 230
76. ↑  Woods (2007), p. 146
77. 1 2  Buchanon & Mallon (2006), p. cii
78. ↑  Slack (2004), p. 194–195
79. ↑  “The World’s Most Recognizable Symbols and Trademarks” [세계에서 가장 많이 알려진 상징과 트레이드마크] (영어). Bizcovering.com. 2007년 10월 18일.
80. 1 2 3  “The Olympic Symbols” [올림픽 상징] (PDF) (영어). 국제 올림픽 위원회.
81. ↑  “The Olympic flame and the torch relay” [올림픽 성화와 성화 봉송] (PDF) (영어). 국제 올림픽 위원회. 2009년 4월 26일에 원본 문서 (PDF)에서 보존된 문서. 2009년 4월 26일에 확인함.
82. ↑  “멀어져가는‘평화’올림픽”. 한겨레 신문. 2008년 7월 1일.
83. ↑  “10 Olympic Mascots: How Many Can You Remember?” [10개의 올림픽 마스코트들 : 몇 개나 기억할 수 있으세요?] (영어). Newsflavor. 2008년 7월 30일. 2010년 1월 15일에 원본 문서에서 보존된 문서. 2009년 12월 10일에 확인함.
84. ↑  “The Official Mascots of the Beijing 2008 Olympic Games” [2008 베이징 올림픽의 공식 마스코트] (영어). The Beijing Organizing Committee for the Games of the XXIX Olympiad. 2008년 8월 1일에 원본 문서에서 보존된 문서. 2008년 8월 1일에 확인함.
85. 1 2 3  “Fact sheet: Opening Ceremony of the Summer Olympic Games” [진실 : 하계 올림픽의 개막식] (PDF) (영어). 국제 올림픽 위원회. 2011년 8월 22일에 원본 문서 (PDF)에서 보존된 문서. 2014년 9월 26일에 확인함.
86. 1 2 3  “Fact sheet: Opening Ceremony of the Winter Olympic Games” [진실 : 동계 올림픽의 개막식] (PDF) (영어). 국제 올림픽 위원회. 2009년 4월 26일에 원본 문서 (PDF)에서 보존된 문서. 2008년 8월 14일에 확인함.
87. 1 2  “The Modern Olympic Games” [현대 올림픽] (PDF) (영어). 국제 올림픽 위원회.
88. ↑  “Beijing Dazzles: Chinese History, on Parade as Olympics Begin” [베이징의 현혹: 중국사, 올림픽의 시작의 퍼레이드가 돼] (영어). Canadian Broadcasting Centre. 2008년 8월 8일.
89. ↑  개최국이 선택한 언어의 사전 순으로 입장한다. 한국에서 열릴 경우는 한글 가나다 순서대로 입장하되 사이가 좋지 않은 나라는 일부러 순서를 조정한다.
90. ↑  2020년 하계 올림픽 기준 미국
91. ↑  2020년 하계 올림픽 기준 프랑스
92. ↑  “Olympic Closing Ceremony Protocol” [올림픽 폐막식 의례] (영어). New Dehli Television. 2008년 8월 30일.
93. ↑  “Closing Ceremony” [폐막식] (PDF) (영어). 국제올림픽위원회. 2002년 1월 31일. 2002년 2월 21일에 원본 문서 (PDF)에서 보존된 문서. 2010년 7월 31일에 확인함.
94. ↑  “The Olympic Flags and Emblem” [올림픽 성화와 엠블럼] (영어). The Vancouver Organizing Committee for the 2010 Olympic and Paralympic Winter Games. 2009년 4월 26일에 원본 문서에서 보존된 문서. 2009년 2월 10일에 확인함.
95. ↑  “Olympic Games - the Medal Ceremonies” [올림픽 경기 - 시상식] (영어). 브리태니커. 2017년 4월 2일에 원본 문서에서 보존된 문서. 2009년 12월 10일에 확인함.
96. ↑  “Symbols and Traditions” [상징과 전통] (영어). USA Today. 1999년 7월 12일.
97. ↑  “Medal Ceremony Hostess Outfits Revealed” [시상식 주인공이 드러나다.] (영어). China Daily. 2008년 7월 18일.
98. ↑  “Wrestling” [레슬링] (영어). The Beijing Organizing Committee for the Games of the XXIX Olympiad. 2009년 2월 26일에 원본 문서에서 보존된 문서. 2009년 3월 25일에 확인함.
99. ↑  “Sports” [스포츠] (영어). 국제 올림픽 위원회.
100. ↑  “Olympic Sports of the Past” [옛날 올림픽 종목] (영어). 국제 올림픽 위원회.
101. ↑  Olympic Charter (2007), pp. 88–90.
102. ↑  “International Sports Federations” [국제경기연맹] (영어). 국제 올림픽 위원회.
103. ↑  Olympic Charter (2007), p. 87
104. ↑  “Factsheet: The sessions” [보고서:총회] (PDF) (영어). 국제 올림픽 위원회.
105. ↑  “Recognised Sports” [승인된 스포츠] (영어). 국제 올림픽 위원회.
106. 1 2 3 4 5 6 7  “Factsheet: The sports on the Olympic programme” [보고서: 올림픽 프로그램에서의 스포츠] (PDF) (영어). 국제 올림픽 위원회. 2011년 8월 22일에 원본 문서 (PDF)에서 보존된 문서. 2009년 12월 10일에 확인함.
107. ↑  “가라테.골프 '2016년 올림픽' 종목 신청”. 연합뉴스. 2009년 2월 21일.
108. ↑  “태권도, 가라테 위협 벗어나 2016년 올림픽 잔류 확정”. 무카스. 2009년 8월 13일.
109. 1 2  “골프ㆍ럭비, 100여년 만에 올림픽 복귀(종합)”. 연합뉴스. 2009년 10월 9일.
110. 1 2 3 4  《Critical Reflections on Olympic Ideology》 [올림픽 이데올로기에 있어서 비판적 숙고] (영어). The Centre for Olympic Studies. 1994년. ISBN 0-7714-1697-0.
111. ↑  “Jim Thorpe Biography” [짐 소프의 일대기] (영어). Biography.com.
112. ↑  “Garmisch-Partenkirchen 1936” [가르미슈파르텐키르헨 1936] (영어). 국제 올림픽 위원회.
113. ↑  “The Olympic Ideal and the Winter Games Attitudes Towards the Olympic Winter Games in Olympic Discourses — from Coubertin to Samaranch” [올림픽 이상과 올림픽 토론에서 나온 동계 올림픽의 자세-쿠베르탱부터 사마란치까지] (PDF) (영어). Comité International Pierre De Coubertin. 2013년 5월 5일에 원본 문서 (PDF)에서 보존된 문서. 2012년 7월 5일에 확인함.
114. ↑  “Amateurism” [아마추어리즘] (영어). Gannett Company, Inc. 1999년 7월 12일.
115. ↑  “Melbourne/Stockholm 1956-All Facts” [멜버른/스톡홀름 1956-모든 진실] (영어). 국제 올림픽 위원회.
116. 1 2  ““올림픽은 정치와 분리될 수 없어””. 한겨레. 2008년 7월 2일. 2010년 2월 26일에 확인함.
117. 1 2  “African nations boycott costly Montreal Games” [아프리카 국가들이 몬트리올 올림픽을 보이콧하다.] (영어). CBC Sports. 2008년 7월 30일. 2008년 6월 3일에 원본 문서에서 보존된 문서. 2009년 11월 23일에 확인함.
118. 1 2 3  “시선집중, 올림픽 보이콧 위기감과 역대 얼룩진 올림픽사”. 스포츠서울. 2008년 3월 25일. 2012년 1월 19일에 원본 문서에서 보존된 문서. 2010년 1월 26일에 확인함.
119. ↑  “Africa and the XXIst Olympiad” [아프리카와 21회 올림픽] (PDF). 《Olympic Review》 (영어) (국제 올림픽 위원회) (109–110): 584–585. 1976년. 2008년 4월 8일에 원본 문서 (PDF)에서 보존된 문서. 2009년 12월 11일에 확인함.
120. ↑  “Game playing in Montreal” [몬트리올에서의 올림픽] (PDF). 《Olympic Review》 (영어) (국제 올림픽 위원회) (107–108): 461–462. 1976년 10월. 2009년 3월 25일에 원본 문서 (PDF)에서 보존된 문서. 2009년 12월 11일에 확인함.
121. ↑  “China-Olympic History” [중국의 올림픽 역사] (영어). Chinaorbit.com. 2008년 5월 31일에 원본 문서에서 보존된 문서. 2008년 8월 27일에 확인함.
122. ↑  “Moscow 1980-All Facts” [모스크바 1980-모든 진실] (영어). 국제 올림픽 위원회.
123. ↑  “Protests are Issue: Russians Charge ‘Gross Flouting’ of the Ideals of the Competition” [항의가 이슈가 돼: 러시아가 올림픽의 이상을 망쳐놔]. New York Times Company. 1984년 5월 9일.
124. ↑  “Moscow 1980:Cold War, Cold Shoulder” [1980년 모스크바 대회:냉전과 무거운 어깨] (영어). DW-World.DE. 2008년 7월 31일.
125. ↑  “Los Angeles 1984-All Facts” [로스앤젤레스 1984-모든 진실] (영어). 국제 올림픽 위원회.
126. ↑  “Australia: Calls to Boycott Beijing Olympics” [오스트레일리아에서 올림픽 보이콧의 움직임 일어]. Inter Press Service. 2018년 10월 27일에 확인함.
127. ↑  “Beijing 2008” [베이징 2008] (영어). Reporters Without Borders. 2002년 6월 1일에 Reporters sans frontières - Beijing 2008 원본 문서 |url= 값 확인 필요 (도움말)에서 보존된 문서. 2008년 8월 9일에 확인함.
128. ↑  “Diplomats Visit Tibet as EU Split on Olympic Opening Boycott” [EU에서 올림픽 개막식을 보이콧 하기 위해 티베트를 방문해.] (영어). The Economic Times. 2008년 3월 29일.
129. ↑  “그루지야, 소치 동계올림픽 보이콧 움직임”. 연합뉴스. 2009년 9월 10일.
130. ↑  Putin Faces Green Olympic Challenge: The Sochi 2014 Winter Games are threatened by a looming international boycott, environmental concerns, and public protests against local development|번역제목=푸틴의 환경 올림픽 도전: 2014년 소치 동계 올림픽이 지역발전에 대한 시민의 항의, 환경 문제, 세계적 보이콧 문제에 맞닥뜨렸다. 보관됨 2009-08-22 - 웨이백 머신, Christian Science Monitor
131. ↑  Lawmakers want Olympics out of Russia|번역제목=위원이 러시아 밖에서 올림픽을 치르고 싶어해. 보관됨 2008-08-20 - 웨이백 머신, CNN 2008년 8월 15일
132. ↑  Findling & Pelle (2004) p. 107
133. ↑  Findling & Pelle (2004) p. 111–112
134. ↑  〈Spartakiads〉 [스파르타키아드]. 《Great Soviet Encyclopedia》 (영어) 24. 모스크바. 1976. 286쪽.
135. ↑  Roche (2000), p. 106
136. ↑  “The USSR and Olympism” [소련과 올림픽이념] (PDF). 《Olympic Review》 (영어) (국제 올림픽 위원회) (84): 530~557. 1974년 10월. 2013년 1월 16일에 원본 문서 (PDF)에서 보존된 문서. 2009년 12월 11일에 확인함.
137. ↑  “1968: Black athletes make silent protest” [1968:흑인 선수들이 침묵의 시위를 하다.] (영어). BBC.
138. ↑  “<올림픽> 이란-이스라엘, '평화의 제전'서도 반목?”. 연합뉴스. 2008년 8월 10일.
139. ↑  “Iranian Judoka rewarded after snubbing Israeli” [이란 유도 선수가 이스라엘 선수와의 대적 후 보상받아.] (영어). NBC Sports. 2004년 9월 8일. 2009년 3월 25일에 원본 문서에서 보존된 문서. 2009년 12월 11일에 확인함.
140. ↑  “Tom Hicks” [톰 힉스] (영어). Sports-reference.com. 2008년 12월 5일에 원본 문서에서 보존된 문서. 2009년 12월 11일에 확인함.
141. ↑  “A Brief History of Anti-Doping” [반도핑의 짧은 역사] (영어). 세계반도핑기구. 2009년 5월 24일에 원본 문서에서 보존된 문서. 2009년 12월 11일에 확인함.
142. ↑  “The Drug Charade” [약물 속임수] (영어). 뉴스위크. 2008년 1월 7일.
143. ↑  Porterfield (2008), p. 15
144. ↑  “세기의 라이벌, 칼 루이스와 벤 존슨”. 조선일보. 2009년 9월 27일.
145. ↑  “Carl Lewis's positive test covered up” [칼 루이스 양성반응 은폐?] (영어). 시드니 모닝 헤럴드. 2003년 4월 18일.
146. ↑  “Bill Seeks to Toughen Drug Testing in Pro Sports” [프로 스포츠에서 약물 복용 판정이 더욱 엄격해져] (영어). 샌프란시스코 크로니클. 2005년 4월 27일.
147. ↑  “Doping: 3667 athletes tested, IOC seeks action against Halkia's coach” [도핑: 3,667명의 선수가 받아, IOC는 할키아의 코치의 검사 거부에 주목해.] (영어). Express India Newspapers. 2008년 8월 19일. 2008년 12월 1일에 원본 문서에서 보존된 문서. 2009년 12월 11일에 확인함.
148. ↑  “A Brief History of Anti-Doping” [반도핑의 짧은 역사] (영어). World Anti-Doping Agency. 2009년 5월 24일에 원본 문서에서 보존된 문서. 2009년 12월 11일에 확인함.
149. ↑  “Bush turns attention from politics to Olympics” [부시가 정치에서 올림픽으로 방향을 바꿔.] (영어). MSNBC. 2008년 8월 7일.
150. ↑  “Olympic Shooters Hug as their Countries do Battle” [전쟁하는 나라들의 사격 선수들이 포옹하다.] (영어). CNN. 2008년 8월 10일.
151. ↑  “<올림픽> 그루지야 사격선수, 평화의 메시지”. 연합뉴스. 2008년 8월 10일.
152. ↑  “Olympic archive” [올림픽에 대한 기록] (영어). Canadian Broadcasting Corporation.
153. ↑  “Olympic Park Bombing” [올림픽 공원 폭발] (영어). CNN.
154. ↑  “Medals of Beijing Olympic Games Unveiled” [베이징 올림픽 메달이 공개돼] (영어). 국제 올림픽 위원회. 2008년 9월 3일에 원본 문서에서 보존된 문서. 2009년 12월 12일에 확인함.
155. ↑  “St. Louis 1904-All Facts” [세인트루이스 1904-모든 진실] (영어). 국제 올림픽 위원회.
156. ↑  “The Modern Olympic Games” [현대 올림픽] (PDF) (영어). The Olympic Museum.
157. 1 2 3 4  “Olympic Charter(올림픽 헌장)” (PDF) (영어). 국제 올림픽 위원회. 72–75쪽. 2011년 7월 23일에 원본 문서 (PDF)에서 보존된 문서. 2009년 12월 4일에 확인함.
158. 1 2  “Choice of the host city” [개최지 선택하기] (영어). 국제 올림픽 위원회.
159. ↑  “Athlete Index” [선수 정보] (영어). Yahoo Sport. 2009년 10월 5일에 원본 문서에서 보존된 문서. 2009년 10월 30일에 확인함.
160. ↑  2028년 로스앤젤레스 하계올림픽
161. ↑  미국 2028년 로스앤젤레스 하계올림픽 개최 역시 한 도시에서 3번 개최

### 내용주
1. ↑  장애인이 참여하는 올림픽은 장애 유형에 따라 참가하는 대회가 다른데, 패럴림픽은 신체 장애인과 청각장애인을 제외한 감각장애인이, 스페셜 올림픽은 지적·자폐성 장애인 등 발달장애인이, 데플림픽은 청각 장애인이 참여하는 대회이다. 간혹 패럴림픽을 장애인 올림픽으로, 데플림픽을 청각장애인 올림픽이나 농아인 올림픽으로 번역하는 경우도 있다.
2. ↑  올림피아 경기 외에도 피티아 경기, ㅡ네메아 경기, 이스트미아 경기가 있었음.
3. ↑   그런데 테오도시우스의 법령에는 올림피아에 관해 특별한 내용이 존재하지 않는다.
4. ↑  자파스 올림픽 포함
5. ↑  CBS에 미국 지역 중계권으로 394,000 달러에 팔았다.
6. ↑  유럽방송연맹에는 660,000 달러에 팔았다.
7. ↑  2007년 이전에는 정식종목이 되기 위해서는 찬성표를 2/3이상 얻어야 했음